# Capitoli di Dragon Ball

Copertina italiana del primo volume della Evergreen Edition

Questa è la lista dei capitoli di Dragon Ball, manga scritto e disegnato da Akira Toriyama. La storia è incentrata sulle avventure di Son Goku, un ragazzo dalla bizzarra coda di scimmia alla continua ricerca delle sette sfere del drago. Durante le sue avventure egli apprende diverse tecniche di combattimento e affronta i nemici più disparati, diventando così il combattente più forte della Terra e dell'intero universo.
La serie è stata pubblicata nella rivista giapponese Weekly Shōnen Jump per un totale di 519 capitoli. I singoli capitoli sono stati raccolti da Shūeisha in una serie di 42 tankōbon: di cui il primo è stato pubblicato il 10 settembre 1985 e l'ultimo il 4 agosto 1995. Nel 2004 il manga è stato riedito in una raccolta di 34 kanzenban (intitolata in Italia Perfect Edition), assieme a delle nuove copertine e a dei nuovi artwork e con un finale leggermente modificato. Inoltre nella Perfect Edition alcuni capitoli sono stati pubblicati a colori.
La prima edizione in italiano del manga è stata pubblicata dalla Star Comics, che ha scelto di dividerlo in 62 volumi. Le edizioni successive (intitolate rispettivamente Deluxe, New ed Evergreen), invece, hanno il formato originale in 42 numeri.
| Indice Lista volumi 1 2 3 4 5 6 7 8 9 10 11 12 13 14 15 16 17 18 19 20 21 22 23 24 25 26 27 28 29 30 31 32 33 34 35 36 37 38 39 40 41 42 Note Altri progetti |

## Lista volumi
Qui di seguito la lista dei volumi del manga di Dragon Ball. La prima numerazione corrisponde al formato originale giapponese di 42 numeri, mentre la seconda corrisponde alla prima edizione italiana di 62 volumi di Star Comics pubblicata sulla rivista Dragon. I titoli dei volumi, dei capitoli e le date italiane provengono proprio da questa edizione, inoltre la linea che separa i titoli nella tabella, indica l'inizio e la fine di ogni determinato volume di questa versione.
| Nº Ja | Nº It    | Titolo italiano Giapponese 「Kanji」 - Rōmaji | Data di prima pubblicazione          | Data di prima pubblicazione                       |
| Nº Ja | Nº It    | Titolo italiano Giapponese 「Kanji」 - Rōmaji | Giapponese                           | Italiano                                          |
| 1     | 1-2      | Arriva Goku!/L'attacco di Yamcha 「孫悟空と仲間たち」 - Son Gokū to nakamatachi | 10 settembre 1985 ISBN 4-08-851831-4 | 3 aprile 1995 18 aprile 1995                      |
| 1     | 1-2      | Capitoli - 001. Bulma e Son Goku (ブルマと孫悟空?, Buruma to Son Gokū) - 002. Alla ricerca delle sfere (球がない！！?, Bōru ga nai!!) - 003. In viaggio verso il mare (悟空・海へ走る?, Gokū umi e hashiru) - 004. La Nuvola d'oro (亀仙人の筋斗雲?, Kame sennin no Kintoun) - 005. Arriva Olong! (ウーロンあらわる！！?, Ūron arawaru!!) - 006. Olong VS Goku (ウーロン対決孫悟空?, Ūron taiketsu Son Gokū) - 007. Yamcha e Pual (ヤムチャとプーアル?, Yamucha to Pūaru) - 008. Il crudele Yamcha (ヤムチャおそるべし！！?, Yamucha osorubeshi!!) - 009. Le sfere sono in pericolo (ドラゴンボール危うし！！?, Doragon Bōru ayaushi!!) - 010. Strategia di rapina (強盗大策戦?, Gōtō daisakusen) - 011. Lo Stregone del toro (フライパン山の牛魔王?, Furaipan Yama no Gyūmaō) |                                      |                                                   |
| 1     | 1-2      | Trama Goku è un ragazzino di dodici anni che vive fra le montagne, dotato di un'incredibile forza fisica e di una straordinaria asta magica che ha il potere di rimpicciolirsi o ingrandirsi a dismisura. Un giorno incontra Bulma, una ragazza di sedici anni che lo convince a partire con lei alla ricerca delle sette sfere del drago (di cui tre sono in possesso dei ragazzi) che, se riunite, evocano il potente Dio Drago, il quale può esaudire qualsiasi desiderio gli venga chiesto. Durante il viaggio i due entrano in possesso di altre due sfere e incontrano Muten, che dona a Goku la Nuvola d'oro, con la quale il ragazzo può andare ovunque. In seguito al gruppo si unisce il maialino Olong, in grado di cambiare forma. Il gruppo è seguito dal timido predone Yamcha e da Pual, che vogliono impadronirsi delle sfere. I tre si dirigono verso il monte Padella, dove dovrebbe trovarsi la sesta sfera, e lì incontrano il gigantesco Stregone del Toro, il cui castello è avvolto dalle fiamme. |                                      |                                                   |
| 2     | 2-3      | L'attacco di Yamcha/L'evocazione del drago 「ドラゴンボール危機一髪」 - Doragon Bōru kiki ippatsu | 10 gennaio 1986 ISBN 4-08-851832-2   | 18 aprile 1995 3 maggio 1995                      |
| 2     | 2-3      | Capitoli - 012. Visita all'eremita (亀仙人をたずねて?, Kame sennin o tazunete) - 013. Il ventaglio della musa (亀仙人の芭蕉扇?, Kame sennin no Bashōsen) - 014. L'onda Kamehameha (亀仙人のかめはめ波！！?, Kame sennin no Kamehameha!!) - 015. La settima sfera (七星球発見?, Chīshinchū hakken) - 016. Orecchie da coniglio (ウサギの耳?, Usagi no mimi) - 017. Un potere speciale (オヤブンの得意技?, Oyabun no tokui waza) - 018. Furto delle sfere! (Ｄ。Ｂ。奪われる！！?, Doragon Bōru ubawareru!!) - 019. L'apparizione del drago (ついに龍あらわる！?, Tsui ni doragon arawaru!) - 020. Il desiderio esaudito (神龍への願い！！?, Shenron e no negai!!) - 021. Luna piena (満月?, Mangetsu) - 022. La trasformazione di Goku (悟空の大変身?, Gokū no daihenshin) - 023. La squadra drago si scioglie (ドラゴンチーム解散?, Doragon Chīmu kaisan) - 024. L'onorario del maestro tartaruga (亀仙人の修業料?, Kame sennin no shūgyō ryō) |                                      |                                                   |
| 2     | 2-3      | Trama Goku fa amicizia con lo Stregone del Toro dopo avere salvato sua figlia Chichi e i nostri eroi ottengono la penultima sfera. Mentre cercano l'ultima, però, vengono derubati di tutte le altre (tranne la Sushinchu che resta in mano a Goku) dagli scagnozzi del perfido Pilaf, così Yamcha e Pual decidono di aiutarli a recuperarle. Goku e i suoi amici vengono fatti prigionieri da Pilaf, che ha finalmente nelle sue mani le sette sfere del drago che gli consentiranno di conquistare il mondo. Ma proprio mentre sta per esprimere il suo desiderio a Shenlong Olong interviene chiedendo il suo desiderio di avere un paio di mutandine da ragazza. Il pericolo è così scongiurato, ma Pilaf rinchiude i nostri amici che però riescono a liberarsi grazie alla trasformazione di Goku in scimmione. |                                      |                                                   |
| 3     | 4-5      | Il maestro tartaruga/Il torneo Tenkaichi 「天下一武道会はじまる！！」 - Tenkaichi budōkai hajimaru!! | 10 giugno 1986 ISBN 4-08-851833-0    | 18 maggio 1995 3 giugno 1995                      |
| 3     | 4-5      | Capitoli - 025. Il rivale (ライバル？参上！！?, Raibaru? Sanjō!!) - 026. Una ragazza misteriosa (？な女の子?, Fushigi na onna no ko) - 027. Gli starnuti di Lunch (ランチのクシャミ?, Ranchi no kushami) - 028. Iniziano le lezioni (修業はじまり！！?, Shugyō hajimari!!) - 029. Il sasso della tartaruga (亀マークの石さがし?, Kame māku no ishi sagashi) - 030. Distribuzione del latte (牛乳配達?, Gyūnyū haitatsu) - 031. Un duro insegnamento (亀仙流の厳しい修業?, Kamesenryū no kibishī shugyō) - 032. Il torneo Tenkaichi (天下一武道会はじまる！！?, Tenkaichi budōkai hajimaru!!) - 033. Inizia il torneo! (修業の威力！！?, Shugyō no iryoku!!) - 034. Insuperabili! (天下無敵！?, Tenka muteki!) - 035. Quarti di finale! (対戦決定！！?, Taisen kettei!!) - 036. Crilin VS Bacterian (第１試合?, Daīchi shiai) |                                      |                                                   |
| 3     | 4-5      | Trama Finita l'avventura della ricerca delle sfere del drago Goku si reca da Muten per diventare più forte e qui fa la conoscenza del piccolo Crilin, che vuole diventare allievo del maestro. I due ragazzini iniziano così degli estenuanti e pazzi addestramenti, come quello di portare una ragazza carina al maestro. I due si imbattono così in Lunch, una graziosa ragazza con un piccolo problema: quando starnutisce diventa molto violenta. Finiti gli allenamenti i due ragazzi si iscrivono al torneo di arti marziali, il Tenkaichi. Lì incontrano Yamcha, anche lui iscritto al torneo. I tre ragazzi superano le eliminatorie e nel primo incontro Crilin sconfigge il suo avversario, il puzzolente Bacterian. |                                      |                                                   |
| 4     | 5-6      | Il torneo Tenkaichi/La sfida finale 「大決勝戦」 - Daikesshōsen | 9 ottobre 1986 ISBN 4-08-851834-9    | 3 giugno 1995 18 giugno 1995                      |
| 4     | 5-6      | Capitoli - 037. Yamcha VS Jackie Chun (第２試合?, Daini shiai) - 038. Lan Fan VS Nam (第３試合?, Daisan shiai) - 039. Goku VS Giran (第４試合?, Daiyon shiai) - 040. La coda di Goku (悟空のシッポ?, Gokū no shippo) - 041. Crilin VS Jackie Chun (クリリン対ジャッキー・チュン?, Kuririn tai Jakkī Chun) - 042. Uno scontro violento (大攻防戦！?, Daikōbōsen!) - 043. Il misterioso Jackie Chun (謎のジャッキー・チュン?, Nazo no Jakkī Chun) - 044. Goku VS Nam (孫悟空対ナム?, Son Gokū tai Namu) - 045. Scontro nel cielo (大空中戦！?, Daikūchūsen!) - 046. La sfida finale (大決勝戦?, Daikesshōsen) - 047. Onde a confronto (かめはめ波?, Kamehameha) - 048. Le imitazioni di Goku (猿マネ孫悟空?, Saru mane Son Gokū) |                                      |                                                   |
| 4     | 5-6      | Trama Goku riesce ad arrivare in finale sconfiggendo il mostro Giran e Nam, guerriero che si è iscritto al torneo per potere comprare l'acqua al suo villaggio, ma sia Yamcha che Crilin vengono battuti dal misterioso Jackie Chun, che in realtà è Muten, iscrittosi al torneo per evitare che i suoi allievi si montino la testa per una vittoria troppo facile. Goku e Jackie cominciano così a battersi senza esclusione di colpi. |                                      |                                                   |
| 5     | 7-8      | La resa dei conti/Muscle Tower 「マッスルタワーの恐怖」 - Massuru Tawā no kyōfu | 9 gennaio 1987 ISBN 4-08-851835-7    | 3 luglio 1995 18 luglio 1995                      |
| 5     | 7-8      | Capitoli - 049. Il contrattacco del maestro Muten (武天老師の逆襲?, Jakkī Chun no gyakushū) - 050. Guai in vista per Goku (悟空最大のピンチ!!?, Gokū saidai no pinchi!!) - 051. Un ospite inatteso (天下一武道会大騒然?, Tenkaichi budōkai daisōzen) - 052. La resa dei conti (クライマックス近し!!?, Kuraimakkusu chikashi!!) - 053. Il gran finale (クライマックス ?, Kuraimakkusu) - 054. Di nuovo all'avventura (再冒険!!?, Saibōken!!) - 055. Red Ribbon (赤いリボン?, Akai Ribon) - 056. Lotta per la sfera del drago (ドラゴンボール争奪戦?, Doragon Bōru sōdatsusen) - 057. Muscle Tower (マッスルタワー突撃!!?, Massuru Tawā totsugeki!!) - 058. Un pericolo imprevisto (マッスルタワーの恐怖?, Massuru Tawā no kyōfu) - 059. Un robot al terzo piano (3階の悪魔!!?, Sankai no akuma!!) - 060. Il ninja Murasaki (忍者ムラサキ!!?, Ninja Murasaki!!) |                                      |                                                   |
| 5     | 7-8      | Trama Lo scontro fra Goku e Muten prosegue in sostanziale parità, tanto che l'anziano guerriero viene indotto a ricorrere alla propria arma più letale: la Tecnica delle Palme Fantasmagoriche. Goku, impossibilitato a muoversi a causa della scossa elettrica e incapace di resistere ulteriormente a essa, sta per arrendersi, quando vede la luna piena e si tramuta in scimmione, costringendo Muten a distruggere la luna con una potentissima Kamehameha al fine di fermarlo. Goku, rinvenuto dopo la trasformazione, prosegue l'incontro con Muten che, seppur stremato, riesce a ottenere la vittoria per un soffio. Concluso il torneo Goku si rimette in viaggio alla ricerca della sfera dalle quattro stelle e così facendo si imbatte nel Red Ribbon, un'organizzazione militare anch'essa intenta a recuperare le sfere. Giunto al Villaggio Jingle Goku va all'attacco della Muscle Tower, fortezza locale dell'organizzazione in cui si trova il sindaco del villaggio, tenuto prigioniero. Dopo avere avuto facilmente la meglio sui soldati lì presenti Goku si batte con un androide da battaglia: il sergente Metallic. Al piano successivo della torre ingaggia poi battaglia con il ninja Murasaki. |                                      |                                                   |
| 6     | 8-9      | Muscle Tower/A casa di Bulma 「ブルマの大失敗!!」 - Buruma no daishippai!! | 10 marzo 1987 ISBN 4-08-851836-5     | 18 luglio 1995 3 agosto 1995                      |
| 6     | 8-9      | Capitoli - 061. La stanza dei tatami (忍法! 四畳半タタミ返し!!?, Ninpō! Yonjōhan tatamigaeshi!!) - 062. La tecnica della divisione multipla (危機!分身の術?, Kiki! Bunshin no jutsu) - 063. L'androide 8 (人造人間8号?, Jinzōningen Hachigō) - 064. Brivido Sproing al quinto piano (5階戦慄のブヨン?, Gokai senritsu no Buyon) - 065. Il mostro Sproing (ブヨン攻略法?, Buyon kōryakuhō) - 066. La caduta della Muscle Tower (マッスルタワーの最後!!?, Massuru Tawā no saigo!!) - 067. In viaggio verso ovest (西へ...?, Nishi e...) - 068. La casa di Bulma (西の都のブルマんち?, Nishi no miyako no Buruma n chi) - 069. Di nuovo insieme (ブルマと悟空part2?, Buruma to Gokū Pāto Tsū) - 070. Il grave errore di Bulma (ブルマの大失敗!!?, Buruma no daishippai!!) - 071. Ritorno alla Kame House (KΑME HOUSE 発見さる!!?, Kame Hausu hakken saru!!) - 072. L'attacco del generale Blu (ブルー将軍攻撃開始?, Burū shōgun kōgeki kaishi) |                                      |                                                   |
| 6     | 8-9      | Trama Mentre Murasaki viene sconfitto da Goku viene risvegliato Androide 8 per fermarlo, ma l'androide si rifiuta di attaccarlo. Invece Goku e 8 diventano amici ed entrambi si recano dal generale White, che li intrappola nella parte inferiore della torre con un mostro chiamato Sproing. Goku batte Sproing utilizzando la bassa temperatura, dopodiché i due vanno di nuovo da White. Quando White spara a Goku Androide 8 lo colpisce violentemente. Vedendo che il radar si è rotto Goku si reca in città per chiedere a Bulma di risolvere il problema. Bulma decide di unirsi a Goku e scopre che la sfera del drago si trova sott'acqua. Muten dona loro un sottomarino per cercare la sfera e Crilin si unisce a loro, mentre il Red Ribbon comincia a inseguire Goku e la banda. |                                      |                                                   |
| 7     | 10-11    | Il tesoro dei pirati/Il Villaggio Pinguino 「追跡！！ブルー将軍」 - Tsuiseki!! Burū Shōgun | 8 maggio 1987 ISBN 4-08-851837-3     | 18 agosto 1995 3 settembre 1995                   |
| 7     | 10-11    | Capitoli - 073. La strategia del generale Blu (ブルー将軍の誤算?, Burū shōgun no gosan) - 074. Le trappole dei pirati (海賊たちの罠?, Kaizokutachi no wana) - 075. Imboscata al porto dei pirati (海賊港の伏兵?, Kaizoku minato no fukuhei) - 076. Il tesoro dei pirati (お宝発見?, Otakara hakken) - 077. Gli occhi del generale Blu (光るブルーの眼?, Hikaru Burū no me) - 078. La grande fuga (大脱出!!?, Daidasshutsu!!) - 079. Una corsa disperata (逃げろや逃げろ!!?, Nigero ya nigero!!) - 080. Il futuro delle sfere (奪われた3個の龍球?, Ubawareta sanko no Doragon Bōru) - 081. Il Villaggio Pinguino (追ってペンギン村!?, Otte Pengin Mura!) - 082. Il Dragon Radar si è rotto (こわれたドラゴンレーダー?, Kowareta Doragon Reidā) - 083. Il furto del Dragon Radar (奪われたドラゴンレーダー ?, Ubawareta Doragon Reidā) - 084. Il santuario di Karin (聖地カリンの親子?, Seichi Karin no oyako) |                                      |                                                   |
| 7     | 10-11    | Trama Goku, Bulma e Crilin trovano un rifugio di pirati sottomarino ed entrano per trovare la sfera. Goku incontra un robot pirata e una piovra gigante, ma il generale Blu lo confonde con false informazioni che lo separano dai suoi amici. Dopo avere superato le sue trappole essi vengono attaccati da Blu. Mentre combattono il rifugio inizia a crollare e fuggono. Goku trova la sfera, ma tornati da Muten, Blu ruba la sfera e Goku lo insegue. Durante l'inseguimento i due finiscono al Villaggio Pinguino, dove, con l'aiuto di Arale Norimaki, Goku sconfigge Blu e ottiene un nuovo radar. Ripresa la ricerca Goku si reca al santuario di Karin, dove conosce il guardiano Bora e suo figlio Upa. |                                      |                                                   |
| 8     | 11-12    | Il Villaggio Pinguino/Il nuovo torneo 「孫悟空突撃」 - Son Gokū totsugeki | 10 luglio 1987 ISBN 4-08-851838-1    | 3 settembre 1995 18 settembre 1995                |
| 8     | 11-12    | Capitoli - 085. Il killer Taobaibai (殺し屋゛桃白白゛?, Koroshiya 'Taopaipai') - 086. L'onda Dodonpa!!! (桃白白の必殺どどん波?, Taopaipai no hissatsu Dodonpa) - 087. La torre di Karin (カリン塔?, Karin tō) - 088. L'eremita della torre di Karin (カリン塔のカリン様?, Korin tō no Karin-sama) - 089. Alla salute! (超聖水の効能?, Chōseisui no kōnō) - 090. Il contrattacco di Goku (孫悟空の逆襲?, Son Gokū no gyakushū) - 091. Scontro al santuario (聖地の大決戦!!?, Seichi no daikessen!!) - 092. La fine di Taobaibai (最後の桃白白?, Saigo no Taopaipai) - 093. L'assalto di Goku (孫悟空突撃?, Son Gokū totsugeki) - 094. All'attacco! (孫悟空快進撃!?, Son Gokū kaishingeki!) - 095. La morte del comandante Red (レッド総帥死す!?, Reddo sōsui shisu!) - 096. Una grande vittoria (大勝利!!?, Daishōri!!) |                                      |                                                   |
| 8     | 11-12    | Trama Mentre Goku stringe amicizia con Bora e Upa il Red Ribbon assolda il killer professionista Taobaibai per uccidere Goku. Taobaibai uccide Bora e sconfigge facilmente Goku. Dopo essersi risvegliato Goku decide di scalare la torre per incontrare Karin, così da potere diventare più forte. Lì incontra Karin, un gatto che lo allena dicendo che ha un'acqua in grado renderlo più forte. Alla fine Karin rivela che era solo uno scherzo per rendere l'allenamento più difficile. Dopo pochi giorni Goku sconfigge facilmente Taobaibai e, determinato a recuperare le sfere per fare rivivere Bora, attacca la base del Red Ribbon, sconfiggendo tutti i soldati. Intanto il segretario Black scopre che il comandante Red voleva le sfere per diventare più alto e lo uccide. Cerca poi di affrontare Goku munito di un grosso robot, ma viene sconfitto lo stesso. |                                      |                                                   |
| 9     | 13-14    | L'invincibile Goku/Esprimi un desiderio 「こまったときの占いババ」 - Komatta toki no Uranai Baba | 10 settembre 1987 ISBN 4-08-851839-X | 3 ottobre 1995 18 ottobre 1995                    |
| 9     | 13-14    | Capitoli - 097. L'ultima sfera del drago (最後の龍球?, Saigo no Doragon Bōru) - 098. La vecchia sibilla (占いババ?, Uranai Baba) - 099. I cinque guerrieri (5人の戦士?, Gonin no senshi) - 100. Una battaglia sanguinosa (大流血戦?, Dairyūketsusen) - 101. Il water diabolico (悪魔の便所?, Akuma no benjo) - 102. Il turno di Goku (孫悟空見参?, Son Gokū kenzan) - 103. L'invincibile Goku (孫悟空強し!!?, Son Gokū tsuyoshi!!) - 104. Il raggio Akkumite (アクマイト光線?, Akumaitokōsen) - 105. L'ultima sfida (5人目の男?, Gonin me no otoko) - 106. Due combattenti formidabili (強敵同士?, Kyōteki dōshi) - 107. La coda di Goku (悟空のシッポ?, Gokū no shippo) - 108. Son Gohan (孫悟飯?, Son Gohan) |                                      |                                                   |
| 9     | 13-14    | Trama Dopo avere sconfitto l'organizzazione criminale Goku continua la sua ricerca delle sfere per resuscitare Bora. Tuttavia sul radar compaiono solamente sei sfere. Muten consiglia a Goku di recarsi dalla chiaroveggente Vecchia Sibilla che è in grado di trovare ogni cosa. Insieme a lui si recano anche Olong, Yamcha, Pual, Crilin, Upa, Muten e Bulma. La Vecchia Sibilla si dimostra disponibile a prestare il suo aiuto dietro pagamento di dieci milioni di zeni oppure battendo i suoi cinque guerrieri. Non avendo a disposizione tale cifra i ragazzi scelgono la seconda opzione. Upa e Pual battono Dracula Man, Yamacha sconfigge l'Uomo Invisibile e Goku batte Mirra e Akkuman, per poi affrontare un guerriero sconosciuto. Con immensa gioia di Goku lo sconosciuto rivela la sua identità: è Son Gohan, suo nonno, tornato in vita per un giorno grazie alla Vecchia Sibilla. Poco dopo Gohan è costretto a tornare nel regno dei morti, dando l'ultimo addio a Goku. |                                      |                                                   |
| 10    | 14-15    | Esprimi un desiderio/Il nuovo torneo Tenkaichi 「第２２回天下一武道会」 - Dainijūnikai Tenkaichi budōkai | 10 novembre 1987 ISBN 4-08-851840-3  | 18 ottobre 1995 3 novembre 1995                   |
| 10    | 14-15    | Capitoli - 109. La rivincita di Pilaf (ピラフ一味の再挑戦?, Pirafu ichimi no saichōsen) - 110. Il piano di Pilaf (ピラフの大作戦?, Pirafu no daisakusen) - 111. Il ritorno del Dio Drago (神龍再び!!?, Shenron futatabi!!) - 112. Avanti, Goku! (駆けろ!孫悟空?, Kakero! Son Gokū) - 113. Il nuovo torneo Tenkaichi (第22回天下一武道会?, Dainijūnikai Tenkaichi budōkai) - 114. Le eliminatorie (予選サバイバル?, Yosen sabaibaru) - 115. Sopravvivere alle eliminatorie (予選サバイバルその2?, Yosen sabaibaru sono ni) - 116. Il sorteggio truccato (つくられた対戦表?, Tsukurareta taisenhyō) - 117. Il potere di Yamcha (ヤムチャのかめはめ波?, Yamucha no Kamehameha) - 118. La sconfitta di Yamcha (ヤムチャ破れる!!?, Yamucha yabureru!!) - 119. Luna piena... d'odio (満月の恨み?, Mangetsu no urami) - 120. L'onda Dodonpa (なんとどどん波?, Nanto Dodonpa) |                                      |                                                   |
| 10    | 14-15    | Trama La Vecchia Sibilla rivela il luogo dove si trova l'ultima sfera del drago: Pilaf ha posto la sfera in una scatola in grado di occultarla al dragon radar per tendere un'imboscata a Goku. Questo raggiunge e affronta Pilaf, Shu e Mei i quali, nonostante l'utilizzo di tre mecha, vengono facilmente sconfitti e costretti a cedere la sfera. Dopo la resurrezione di Bora Goku parte per un viaggio attraverso il mondo per allenarsi in vista del 22º torneo Tenkaichi che si terrà nell'isola Papaya. Goku passa i successivi tre anni ad allenarsi in giro per il mondo non usando la Nuvola d'oro come detto da Muten e infine partecipa al torneo Tenkaichi. Qui i protagonisti incontrano l'Eremita della Gru, vecchio rivale di Muten nonché fratello di Taobaibai, e i suoi allievi Tenshinhan e Jiaozi. Al primo turno Tenshinhan batte Yamcha, Muten affronta l'Uomo Lupo, mentre Crilin se la vede con Jiaozi. |                                      |                                                   |
| 11    | 16-17    | Goku VS Crilin/La morte di Crilin 「天下一のスーパーバトル！！」 - Tenkaichi no Sūpā Batoru!! | 10 febbraio 1988 ISBN 4-08-851608-7  | 18 novembre 1995 3 dicembre 1995                  |
| 11    | 16-17    | Capitoli - 121. La tattica di Crilin (クリリンの大作戦?, Kuririn no daisakusen) - 122. Ecco Son Goku! (孫悟空参上!!!?, Son Gokū sanjō!!!) - 123. Capacità equivalenti (実力伯仲!!?, Jitsuryoku hakuchū!!) - 124. Il giovane Tenshinhan (若き天津飯?, Wakaki Tenshinhan) - 125. Goku VS Crilin (孫悟空対クリリン!!?, Son Gokū tai Kuririn!!) - 126. Goku l'invincibile! (孫悟空強し!!?, Son Gokū tsuyoshi!!) - 127. Le tattiche di Goku e di Crilin (クリリンの作戦、悟空の作戦?, Kuririn no sakusen, Gokū no sakusen) - 128. Un terribile scontro! (天下一のスーパーバトル!!?, Tenkaichi no Sūpā Batoru!!) - 129. La tecnica della pallavolo (排球拳と戦闘パワー?, Haikyūken to Sentō Pawā) - 130. La smania di Tenshinhan (天津飯あせる!?, Tenshinhan aseru!) - 131. La sofferenza di Tenshinhan (天津飯、苦悩!?, Tenshinhan, kunō!) - 132. Il rancore dell'Eremita della gru (鶴仙人の怨念気功砲!!?, Tsuru sennin no onnen kikōhō!!) |                                      |                                                   |
| 11    | 16-17    | Trama Mentre Crilin batte Jiaozi Goku sconfigge con facilità Panput. Nelle semifinali Tenshinhan si batte con Muten (che abbandona l'incontro di propria volontà), mentre Goku sconfigge Crilin per poi affrontare in finale Tenshinhan. Grazie all'intervento di Muten gli allievi dell'Eremita della Gru decidono di volgere le loro forze al bene, abbandonando il sogno di diventare dei sicari. Dopo un combattimento accanito Goku giunge nuovamente al secondo posto, perdendo contro Tenshinhan per pura sfortuna. |                                      |                                                   |
| 12    | 17-18    | La morte di Crilin/Il Grande Mago Piccolo 「ピッコロ大魔王の恐怖！」 - Pikkoro Daimaō no kyōfu! | 8 aprile 1988 ISBN 4-08-851609-5     | 3 dicembre 1995 18 dicembre 1995                  |
| 12    | 17-18    | Capitoli - 133. Le ultime strategie (両者最後の戦術!!?, Ryōsha saigo no senjutsu!!) - 134. La fine del torneo (武道大会終了!そして...?, Budō taikai shūryō! Soshite...) - 135. La morte di Crilin (クリリンの死そして恐ろしき陰謀?, Kuririn no shi soshite osoroshiki inbō) - 136. La minaccia del Grande Mago Piccolo (ピッコロ大魔王の恐怖!?, Pikkoro Daimaō no kyōfu!) - 137. Rialzati, Goku! (よみがえれ孫悟空!?, Yomigaere Son Gokū!) - 138. Uno strano tipo (ボールを持った妙なやつ?, Booru o motta myō na yatsu) - 139. La preda di Yajirobei (ヤジロベーの獲物?, Yajirobei no emono) - 140. Arriva Tamburello! (タンバリンがやってくる!?, Tambarin ga yatte kuru!) - 141. La rabbia di Goku (孫悟空爆発!!?, Son Gokū bakuhatsu!!) - 142. Il Grande Mago Piccolo (ピッコロ大魔王降り立つ!!?, Pikkoro Daimaō oritatsu!!) - 143. Goku VS Piccolo (孫悟空対ピッコロ大魔王?, Son Gokū tai Pikkoro Daimaō) - 144. La sconfitta di Goku (孫悟空完敗!!?, Son Gokū kanpai!!) |                                      |                                                   |
| 12    | 17-18    | Trama Subito dopo la fine del torneo Crilin viene ucciso da Tamburello, una creatura generata dal Grande Mago Piccolo. Questi, rinchiuso da moltissimo tempo in un contenitore, è stato liberato da Pilaf. Goku si lancia all'inseguimento di Tamburello ma, a causa della fame e della stanchezza dovuta al torneo, viene facilmente sconfitto, precipitando in una foresta. Successivamente Goku conosce Yajirobei, un rozzo e grasso samurai con cui ingaggia un combattimento, venendo però interrotto dall'arrivo di Cembalo, che viene ucciso e mangiato dallo spadaccino. Poco dopo Tamburello, venuto a conoscenza della morte di Cembalo, giunge sul luogo, ma viene facilmente ucciso da Goku. Piccolo decide di recarsi di persona sul luogo, dove affronta e sconfigge con estrema facilità Goku. |                                      |                                                   |
| 13    | 19-20    | La decisione di Muten/Lo scontro decisivo 「孫悟空の逆襲！？」 - Son Gokū no gyakushū!? | 10 giugno 1988 ISBN 4-08-851610-9    | 3 gennaio 1996 18 gennaio 1996                    |
| 13    | 19-20    | Capitoli - 145. La decisione di Muten (武天老師の決心?, Mutenrōshi no kesshin) - 146. L'Arginamento demoniaco (亀仙人最後の魔封波!!?, Kame sennin saigo no Mafūba!!) - 147. Piccolo torna giovane (若がえるか!?ピッコロ大魔王?, Waka gaeru ka!? Pikkoro Daimaō) - 148. Di nuovo dal maestro Karin (カリン塔に会え!!?, Karin tō ni ae!!) - 149. La conquista del mondo (世界征服?, Sekai seifuku) - 150. Karin è in difficoltà (カリン様もなやむ?, Karin-sama mo nayamu) - 151. L'Acqua del dio maestoso (超神水!!!?, Chōshinsui!!!) - 152. All'attacco! (孫悟空ついに発進!!!!?, Son Gokū tsui ni hasshin!!!!) - 153. La decisione di Tenshinhan (天津飯の決意!!?, Tenshinhan no ketsui!!) - 154. L'errore di Tenshinhan (天津飯の誤算?, Tenshinhan no gosan) - 155. Goku al contrattacco (孫悟空の逆襲?, Son Gokū no gyakushū) - 156. Rabbia (怒る!!?, Ikaru!!) |                                      |                                                   |
| 13    | 19-20    | Trama Intanto Muten decide di usare su Piccolo la Mafuba, tecnica già usata dal suo maestro Mutaito per sigillarlo. Muten esegue la tecnica, ma fallisce e muore a causa dell'eccessivo consumo di energia. Anche Jiaozi viene ucciso da Piccolo per avere tentato di chiedere a Shenlong di annientarlo. Tenshinhan invece, narcotizzato da Muten, rimane nascosto e sopravvive. Tenshinhan decide di imparare la Mafuba per sconfiggere Piccolo. Nel frattempo Yajirobei conduce Goku alla torre di Karin dove, bevendo l'Acqua del dio maestoso, riesce a ottenere la potenza necessaria a battere Piccolo nella sua forma giovanile. Piccolo si reca al palazzo del re del mondo, dove si dichiara sovrano, abolisce ogni legge e annuncia che ogni anno uno dei quartieri del mondo verrà distrutto. Il primo quartiere designato è la città dell'Ovest. Tenshinhan si reca nella città intenzionato a utilizzare la Mafuba, ma si accorge che il contenitore che dovrebbe sigillarlo è danneggiato; quindi decide di affrontare Piccolo. Questo, in risposta, non essendo intenzionato a sporcarsi le mani, genera Tamburo, il quale si dimostra superiore a Tenshinhan e lo sconfigge facilmente. |                                      |                                                   |
| 14    | 20-21    | Lo scontro decisivo/Dragon Ball Z 「さらなる飛躍」 - Sara naru hiyaku | 10 agosto 1988 ISBN 4-08-851611-7    | 18 gennaio 1996 3 febbraio 1996                   |
| 14    | 20-21    | Capitoli - 157. Lo scontro decisivo (不死身の決戦!!?, Fujimi no kessen!!) - 158. Goku è in pericolo (孫悟空最大の危機!!?, Son Gokū saidai no kiki!!) - 159. Combattimento nel deserto (荒野の大格闘!!?, Kōya no daikakutō!!) - 160. L'ultima scommessa di Goku (孫悟空最後の賭け!!?, Son Gokū saigo no kake!!) - 161. Vittoria! (孫悟空勝つ!!?, Son Gokū katsu!!) - 162. Evviva! (如意棒の秘密?, Nyoibō no himitsu) - 163. Il santuario di Dio (神殿?, Shinden) - 164. L'arrivo di Dio (神様登場?, Kamisama tōjō) - 165. La rinascita del Dio Drago (神龍復活!!?, Shenron fukkatsu!!) - 166. Di nuovo insieme (それぞれの再会?, Sorezore no saikai) - 167. Un torneo movimentato (波乱の天下一武道会?, Haran no Tenkaichi budōkai) - 168. Gli otto finalisti (8勝者決定!!?, Hasshōsha kettei!!) |                                      |                                                   |
| 14    | 20-21    | Trama Goku, recatosi al palazzo del re, salva Tenshinhan uccidendo Tamburo; poi affronta Piccolo, sconfiggendolo dopo un lungo scontro, nonostante quest'ultimo lo abbia ferito sfruttando l'amico come ostaggio. Prima di morire Piccolo genera un uovo, contenente suo figlio nonché reincarnazione. Goku, su consiglio di Karin, si reca al palazzo di Dio per chiedere a quest'ultimo di ricreare Shenlong, in modo da potere resuscitare le vittime di Piccolo. Dio esaudisce la richiesta di Goku, ma in cambio il giovane deve diventare suo allievo per potere sconfiggere Piccolo durante il 23º torneo Tenkaichi. Goku dunque trascorre i tre anni successivi allenandosi con Mr. Popo. Tre anni dopo i protagonisti si ritrovano nuovamente sull'isola Papaya per il torneo. A esso si iscrivono Goku, Tenshinhan, Jiaozi, Crilin e Yamcha, oltre a Yajirobei che combatte sotto mentite spoglie. Il primo incontro delle eliminatorie avviene fra Re Chapa e Goku con vittoria di quest'ultimo. Successivamente Jiaozi viene sconfitto da Taobaibai (divenuto un cyborg) il quale desidera vendicarsi sia di Goku, che lo aveva sconfitto riducendolo in fin di vita, sia di Tenshinhan, che aveva abbandonato la Scuola della gru. Yajirobei viene sconfitto da Divo, un uomo apparentemente debolissimo. |                                      |                                                   |
| 15    | 21-22-23 | Dragon Ball Z/La promessa di Goku/Il duello 「群雄割拠！」 - Gunyū kakkyo! | 6 dicembre 1988 ISBN 4-08-851612-5   | 3 febbraio 1996 18 febbraio 1996 3 marzo 1996     |
| 15    | 21-22-23 | Capitoli - 169. Tenshinhan e Taobaibai (天津飯と桃白白?, Tenshinhan to Taopaipai) - 170. La crisi di Taobaibai (殺し屋桃白白のあがき?, Koroshiya Taopaipai no agaki) - 171. La promessa di Goku (孫悟空の結婚?, Son Gokū no kekkon) - 172. Crilin contro Majunior (クリリン対マジュニア?, Kuririn tai Ma Junia) - 173. Il vincitore dello scontro (クリリン対マジュニア勝負決す!!?, Kuririn tai Ma Junia shōbu kessu!!) - 174. Yamcha VS Divo (ヤムチャ対シェン?, Yamucha tai Shen) - 175. Divo o Dio? (シェン?, Sh·e·n) - 176. Goku VS Tenshinhan (孫悟空VS天津飯?, Son Gokū bāsesu Tenshinhan) - 177. La velocità (スピード?, Supīdo) - 178. Il colpo mortale (天津飯自信の必殺技!?, Tenshinhan jishin no hissatsu waza!) - 179. I due punti deboli (ふたつの弱点?, Futatsu no jakuten) - 180. Piccolo VS Dio (ピッコロ大魔王対神様?, Pikkoro Daimaō tai Kami-sama) |                                      |                                                   |
| 15    | 21-22-23 | Trama Nei quarti di finale Taobaibai e Tenshinhan si affrontano e, nonostante l'aumento di forza, il cyborg non può nulla contro l'ex allievo di suo fratello, che lo sconfigge senza sforzo, intimando a lui e all'Eremita della Gru di non farsi più vedere. Il secondo incontro si svolge fra Son Goku e una combattente anonima, disposta a rivelare a Goku il suo nome solo in caso di sconfitta. Goku vince e lei rivela la sua identità: è Chichi, la figlia dello Stregone del Toro, che aveva fatto promettere a Goku di sposarla senza che quest'ultimo conoscesse il significato di tale parola. Per mantenere fede alla parola data Goku accetta di sposarla. Il terzo incontro si svolge fra Piccolo e Crilin. Nonostante Crilin riesca a battersi egregiamente Piccolo si dimostra troppo forte e il giovane è costretto ad arrendersi. Il quarto incontro si svolge fra Divo e Yamcha e viene vinto dal primo, che in realtà è Dio sotto false sembianze. Il primo incontro delle semifinali si svolge fra Tenshinhan e Goku. Nonostante Goku possieda maggiore potenza Tenshinhan si dimostra più veloce, riuscendo a mettere Goku in difficoltà. Quando Goku si toglie i pesi però la situazione si ribalta e quest'ultimo vince. Il secondo incontro delle semifinali si svolge fra Piccolo e Dio. Quest'ultimo, dopo un breve scambio di colpi, rivela la sua identità all'avversario. |                                      |                                                   |
| 16    | 23-24    | Il duello/Un misterioso guerriero 「龍虎相討つ！」 - Ryūko aiutsu! | 10 febbraio 1989 ISBN 4-08-851613-3  | 3 marzo 1996 18 marzo 1996                        |
| 16    | 23-24    | Capitoli - 181. L'errore di Dio (神の誤算?, Kami no gosan) - 182. Goku VS Piccolo (因縁の対決!悟空対ピッコロ?, Innen no taiketsu! Son Gokū tai Pikkoro) - 183. Il vero potere (小手調べ?, Kote shirabe) - 184. Il duello (両者真剣勝負?, Ryōsha shinken shōbu) - 185. La super onda Kamehameha (超かめはめ波?, Chōkamehameha) - 186. Il torneo nel caos (武道会場騒然!!?, Budōkaijō sōzen!!) - 187. Piccolo Gigantic (ピッコロ大魔王超巨身術?, Pikkoro Daimaō chōkyoshinjutsu) - 188. La gara di Goku (孫悟空の試合?, Son Gokū no shiai) - 189. L'ultima carta di Piccolo (大魔王最後の賭け!!?, Daimaō saigo no kake!!) - 190. Resisti, Goku! (ふんばれ!!孫悟空?, Funbare!! Son Gokū) - 191. Dieci secondi (10カウント?, Ten Kaunto) - 192. È finita! (万事休す!!?, Banji kyūsu!!) |                                      |                                                   |
| 16    | 23-24    | Trama Dio tenta la Mafuba, che viene però respinta e utilizzata contro di lui, imprigionandolo nella boccetta che avrebbe dovuto rinchiuderlo. Per evitare che venga liberato Piccolo ingoia il contenitore. A questo punto Goku è costretto a rivelare ai suoi compagni la verità: Majunior non è altro che Piccolo, la reincarnazione del Grande Mago iscrittosi al torneo per vendicarsi di Goku e quindi dominare il mondo. Nella finale Goku e Piccolo si affrontano in una durissima lotta: il nemico decide di ingrandirsi per aumentare la sua forza, azione di cui Goku approfitta riuscendo a entrare nel suo corpo e a liberare Dio. Il combattimento prosegue fino a quando Piccolo usa una tecnica devastante, che spazza via tutti gli edifici dell'isola. Ciò nonostante, Goku resiste alla tecnica e, avvantaggiato dal fatto che Piccolo si è quasi completamente consumato con l'ultimo attacco, riesce a mandarlo al tappeto. Piccolo, rialzatosi, attacca Goku ferendolo gravemente. |                                      |                                                   |
| 17    | 24-25    | Un misterioso guerriero/Il passato di Goku 「かつてない恐怖」 - Katsute nai kyōfu | 10 maggio 1989 ISBN 4-08-851614-1    | 18 marzo 1996 3 aprile 1996                       |
| 17    | 24-25    | Capitoli - 193. Il culmine del torneo Tenkaichi (天下一武道会の頂点!!?, Tenkaichi Budōkai no chōten!!) - 194. Il regalo delle sfere del drago (ドラゴンボールの贈りもの?, Doragon Bōru no okurimono) - 195. Un misterioso guerriero (謎の異星人戦士?, Nazo no iseijin senshi) - 196. Kakaroth (カカロット?, Kakarotto) - 197. Il passato di Goku (孫悟空の過去!!?, Son Gokū no kako!!) - 198. Un nemico comune (共通の大敵?, Kyōtsū no taiteki) - 199. Scontro con Radish (ラディッツとの対決?, Radittsu to no taiketsu) - 200. Un terrore inimmaginabile (かつてない恐怖?, Katsute nai kyōfu) - 201. Piccolo al contrattacco (ピッコロの切り札?, Pikkoro no kirifuda) - 202. Makankosappo! (魔貫光殺砲?, Makankōsappō) - 203. L'ultima risorsa di Goku (孫悟空最後の手段!!?, Son Gokū saigo no shudan!!) - 204. Addio, Goku! (さようなら孫悟空?, Sayōnara Son Gokū) |                                      |                                                   |
| 17    | 24-25    | Trama Grazie alla tecnica di levitazione Goku evita l'attacco e colpisce Piccolo con una testata, facendolo cadere svenuto fuori dal ring e vincendo l'incontro. Yajirobei dona a Goku un senzu, grazie al quale si riprende; poi il giovane ne dona uno anche a Piccolo, che si dichiara sconfitto e si ritira. Dio offre a Goku il suo trono chiedendo di sostituirlo, ottenendo però un secco rifiuto. Goku e Chichi lasciano l'isola del torneo a bordo della Nuvola d'oro. Cinque anni dopo Goku si è sposato con Chichi e ha avuto un figlio di nome Gohan. Dallo spazio arriva una navicella contenente un individuo dall'aspetto umano di nome Radish. Dopo essere atterrato Radish si reca da Goku, che si trova con i suoi amici sull'isola di Muten, affermando di essere suo fratello. Radish riferisce inoltre di appartenere alla razza aliena dei Saiyan e che il vero nome di Goku è Kakaroth. Goku rifiuta di unirsi a Radish che, furibondo, rapisce Gohan. Goku parte alla ricerca di Gohan aiutato da Piccolo. Lo scontro però è molto duro: Radish è troppo forte anche per i più potenti guerrieri della Terra, che vengono sconfitti. Gohan si libera dalla navicella e colpisce con incredibile forza Radish, che però si rialza e si appresta a ucciderlo. Goku, ripresosi, immobilizza Radish trattenendolo, e viene trafitto e ucciso dal Makankosappo di Piccolo insieme al fratello. |                                      |                                                   |
| 18    | 26-27    | L'arrivo dei Saiyan/Sbrigati, Goku! 「孫悟空とピッコロ大魔王」 - Son Gohan to Pikkoro Daimaō | 10 luglio 1989 ISBN 4-08-851615-X    | 18 aprile 1996 3 maggio 1996                      |
| 18    | 26-27    | Capitoli - 205. Allenamenti nell'aldilà (あの世でファイト!!?, Ano yo de faito!!) - 206. Gohan e Piccolo (孫悟飯とピッコロ大魔王?, Son Gohan to Pikkoro Daimaō) - 207. Le lamentele di Gohan (なげく孫悟飯?, Nageku Son Gohan) - 208. In una notte di luna piena (満月の出来ごと?, Mangetsu no dekigoto) - 209. Un anno di tempo (それぞれの1年間?, Sorezore no ichinenkan) - 210. Allenamenti brutali (親子二代の荒修業?, Oyako nidai no ara shugyō) - 211. Il Re Kaioh e Goku (界王さまと、がんばる死人孫悟空!?, Kaiō-sama to, ganbaru shinin Son Gokū!) - 212. Arrivano i Saiyan (サイヤ人迫る!!?, Saiyajin semaru!!) - 213. Ecco i Saiyan! (サイヤ人来たる!!?, Saiyajin kitaru!!) - 214. Piccolo e Gohan (ベジータのゲーム?, Bejīta no Geimu) - 215. La rabbia silenziosa (ヤムチャの予感?, Yamucha no yokan) - 216. Nappa in difficoltà (怯える戦士たち?, Obieru senshitachi) |                                      |                                                   |
| 18    | 26-27    | Trama Prima di morire Radish aveva avvisato dell'arrivo di altri due Saiyan più forti di lui. Piccolo decide quindi di allenare Gohan nell'anno a disposizione prima dell'arrivo dei Saiyan. Gli altri guerrieri, venuti a conoscenza del pericolo incombente, si sottopongono a un duro allenamento presso Dio. Goku nell'aldilà intraprende il lungo viaggio per raggiungere la fine della Via del serpente, dove lo aspetta il re Kaioh per sottoporlo a uno speciale allenamento. All'arrivo dei Saiyan tutti i guerrieri si radunano nel luogo dell'atterraggio, ma i primi avversari sono i Saibaiman; benché queste creature siano più deboli dei Saiyan mettono ugualmente in difficoltà gli eroi. Durante questo primo scontro Yamcha muore. La morte di Yamcha manda su tutte le furie Crilin che, con un colpo potentissimo, riesce a fare fuori tre dei piccoli mostriciattoli, mentre l'ultimo viene fatto fuori da Piccolo. |                                      |                                                   |
| 19    | 27-28    | Sbrigati, Goku!/Battaglia disperata 「いそげ！孫悟空」 - Isoge! Son Gokū | 10 novembre 1989 ISBN 4-08-851616-8  | 3 maggio 1996 18 maggio 1996                      |
| 19    | 27-28    | Capitoli - 217. Sbrigati, Goku! (いそげ!孫悟空?, Isoge! Son Gokū) - 218. L'ultimo colpo Kikoho (最後の気功砲?, Saigo no kikōhō) - 219. Tre ore (3時間?, Sanjikan) - 220. Un bagliore di speranza (わずかな光?, Wazuka na hikari) - 221. La disperazione rende coraggiosi (窮鼠、猫を咬む?, Kyūso neko o kamu) - 222. Goku sta per arrivare! (孫悟空大接近!!?, Son Gokū daisekkin!!) - 223. Piccolo e Gohan (ピッコロと悟飯?, Pikkoro to Gohan) - 224. La rabbia silenziosa (孫悟空の静かな怒り?, Son Gokū no shizuka na ikari) - 225. Nappa in difficoltà (ナッパ手も足も出ず!!?, Nappa te mo ashi mo dezu!!) - 226. Il segreto del colpo Kaioh Ken (界王拳の謎?, Kaiōken no nazo) - 227. Il turno di Vegeta (動きはじめた帝王?, Ugoki hajimeta teiō) - 228. Il duello (一騎打ち!!?, Ikkiuchi!!) |                                      |                                                   |
| 19    | 27-28    | Trama Sorpreso dall'inaspettata forza dimostrata dai terrestri il Saiyan Nappa decide di battersi con Tenshinhan, Jiaozi e Piccolo e riesce a eliminarli. L'uccisione di Piccolo, che si sacrifica subendo un colpo inizialmente indirizzato verso Gohan, determina però anche la morte di Dio e la distruzione delle sfere del drago presenti sulla Terra. A questo punto arriva Goku che salva Gohan e Crilin da Nappa. Questo viene crudelmente ucciso da Vegeta per questo fallimento e decide di sfidare Goku. |                                      |                                                   |
| 20    | 28-29    | Battaglia disperata/La sfera Genkidama 「天下分け目の超決戦」 - Tenkawakeme no chōkessen!! | 10 gennaio 1990 ISBN 4-08-851617-6   | 18 maggio 1996 3 giugno 1996                      |
| 20    | 28-29    | Capitoli - 229. Il super scontro (天下分け目の超決戦!!?, Tenkawakeme no chōkessen!!) - 230. Il triplo Kaioh Ken (あぶない3倍界王拳!?, Abunai sanbai Kaiōken!) - 231. Battaglia disperata (レッドゾーンの闘い!?, Reddo Zōn no tatakai!) - 232. La luna (「月」?, 'Tsuki') - 233. Il potere della Terra (だせるか!?元気玉!!?, Daseru ka!? Genkidama!!) - 234. La sfera Genkidama (どうなる!?元気玉!!?, Dō naru!? Genkidama!!) - 235. Goku sta per morire! (孫悟空、虫の息!!?, Son Gokū, mushi no iki!!) - 236. Una debole resistenza (ささやかな抵抗?, Sasayaka na teikō) - 237. Ancora la sfera Genkidama (もういちど元気玉!?, Mō ichido Genkidama!) - 238. La scia della sfera Genkidama (元気玉の行方!!?, Genkidama no yukue!!) - 239. Guerrieri malridotti (ボロボロの戦士たち?, Boroboro no senshitachi) - 240. L'ultimo gioco (最後の賭け!!?, Saigo no kake!!) |                                      |                                                   |
| 20    | 28-29    | Trama Goku tiene testa a Vegeta ma quest'ultimo, benché sia di statura notevolmente inferiore, si dimostra un avversario ancora più forte rispetto a Nappa ed è capace di resistere al doppio e al triplo Kaiohken di Goku. Trovandosi in difficoltà Vegeta si dimostra capace di creare una piccola luna artificiale che gli permette di trasformarsi in uno scimmione sconfiggendo Goku; quando sembra però finita Yajirobei inaspettatamente taglia la coda a Vegeta facendolo tornare normale. In seguito Vegeta combatte contro Gohan mettendo anche lui fuori combattimento, mentre Crilin riceve da Goku una sfera Genkidama che lancia contro il saiyan, il quale per l'esplosione vola in cielo. Quando tutti lo credono morto Vegeta raggiunge e attacca Crilin. |                                      |                                                   |
| 21    | 30-31    | Il pianeta Namecc/L'astronave di Goku 「めざせ！ナメックの星」 - Mezase! Namekku no hoshi | 10 aprile 1990 ISBN 4-08-851618-4    | 18 giugno 1996 3 luglio 1996                      |
| 21    | 30-31    | Capitoli - 241. Il desiderio di Goku (孫悟空の頼み...?, Son Gokū no tanomi...) - 242. Un malinconico finale (憂うつな幕切れ...?, Yūtsu na makugire) - 243. Il pianeta Namecc (めざせ!ナメックの星?, Mezase! Namekku no hoshi) - 244. La scoperta dell'astronave (宇宙船発見!!?, Uchūsen hakken!!) - 245. Partenza per Namecc (ナメック星行き発進!!?, Namekkusei iki hasshin!!) - 246. La ripresa di Vegeta (ベジータ復活!!?, Bejīta fukkatsu!!) - 247. Pericolo su Namecc (暗雲うずまくナメック星?, An'un uzumaku Namekkusei) - 248. I visitatori misteriosi (謎のストレンジャー?, Nazo no sutorenjā) - 249. I super poteri di Vegeta (ベジータのスーパーパワー?, Bejīta no Sūpā Pawā) - 250. La ripresa di Goku (孫悟空復活!!?, Son Gokū fukkatsu!!) - 251. L'astronave di Goku (孫悟空の宇宙船?, Son Gokū no uchūsen) - 252. Namecciani impauriti (怯えるナメック星人?, Obieru namekkuseijin) |                                      |                                                   |
| 21    | 30-31    | Trama Gohan, guardando la luna artificiale creata dal Saiyan, si trasforma in scimmione per il tempo necessario a inibire definitivamente Vegeta, ma Crilin, dietro supplica di Goku, lo lascia fuggire. Gohan, Crilin e Bulma partono per Namecc per resuscitare i guerrieri morti contro i Saiyan utilizzando le sfere namecciane, quattro delle quali sono possedute dalla banda di Freezer, un guerriero dall'aura elevatissima: i tre li intercettano mentre stanno sterminando un villaggio namecciano, riuscendo a salvare solamente Dende. Nel frattempo anche Vegeta arriva su Namecc per cercare le sette sfere e ottenere l'immortalità. Sulla Terra Goku si riprende dalle ferite grazie a un senzu e parte per il pianeta Namecc grazie all'astronave costruita dal padre di Bulma. |                                      |                                                   |
| 22    | 31-32    | L'astronave di Goku/Il timore di Re Kaioh 「ナメック星人の抵抗」 - Namekkuseijin no teikō | 10 luglio 1990 ISBN 4-08-851619-2    | 3 luglio 1996 18 luglio 1996                      |
| 22    | 31-32    | Capitoli - 253. Scontro nel villaggio (ある村の攻防戦?, Arumura no kōbōsen) - 254. La resistenza dei namecciani (ナメック星人の抵抗?, Namekkuseijin no teikō) - 255. La rabbia di Gohan (孫悟飯逆上!!?, Son Gohan gyakujō!!) - 256. Inseguiti dalla morte (死を呼ぶ追跡者!!?, Shi o yobu tsuisekisha!!) - 257. Il terrore di Dodoria (怯えるドドリア?, Obieru Dodoria) - 258. Pericoli infiniti (危険がいっぱい!!?, Kiken ga ippai!!) - 259. La sesta sfera (6個めのドラゴンボール?, Rokkome no Doragon Bōru) - 260. L'ultima sfera (ドラゴンボール最後の1個?, Doragon Bōru saigo no ikko) - 261. Il timore di Re Kaioh (びびる界王さま?, Bibiru Kaiō-sama) - 262. Vegeta VS Zarbon (ベジータとザーボン?, Bejīta to Zābon) - 263. Il potere di Zarbon (ザーボンの秘めた力?, Zābon no himeta chikara) - 264. Il capo anziano (最長老の家?, Saichōrō no ie) |                                      |                                                   |
| 22    | 31-32    | Trama Vegeta, ormai rigenerato e rafforzato, si scontra con Kiwi e Dodoria (due dei quattro sottoposti di Freezer) battendoli con estrema facilità ma venendo informato che Freezer è responsabile della distruzione del pianeta natale dei Saiyan. Dopo ciò Vegeta stermina un villaggio namecciano e si impossessa di una sfera, che nasconde nei fondali di un lago. Più tardi Vegeta si scontra con Zarbon, perdendo la battaglia a causa della facoltà di quest'ultimo di trasformarsi in un essere mostruoso, ma viene salvato su ordine di Freezer. Nel frattempo Crilin e Dende arrivano dal Capo Anziano che aumenta la forza di Crilin e gli dona la sfera del drago in suo possesso. Durante il viaggio Goku apprende da Kaioh che i suoi amici si stanno allenando da lui. Venuto a conoscenza della presenza di Freezer su Namecc Kaioh ordina a Goku di non combattere contro di lui. |                                      |                                                   |
| 23    | 32-33-34 | Il timore di Re Kaioh/Un terribile incontro/Il Super Saiyan 「恐怖のギニュー特戦隊」 - Kyōfu no Ginyū Tokusentai | 8 ottobre 1990 ISBN 4-08-851620-6    | 18 luglio 1996 3 agosto 1996 18 agosto 1996       |
| 23    | 32-33-34 | Capitoli - 265. La traccia delle sette sfere (移り変わる7個のドラゴンボール?, Utsuri kawaru nanako no Doragon Bōru) - 266. La risata di Vegeta e la rabbia di Freezer (笑うベジータ怒るフリーザ?, Warau Bejīta ikaru Furīza) - 267. Un terribile incontro (恐怖の再会?, Kyōfu no saikai) - 268. L'avanzamento di Vegeta (ベジータ快進撃!?, Bejīta kaishingeki!) - 269. La sfera di Gohan e quella di Vegeta (悟飯とベジータのドラゴンボール?, Gohan to Bejīta no Doragon Bōru) - 270. Presentimento di una grande guerra (大戦争の予感?, Daisensō no yokan) - 271. Arriva la Squadra Speciale Ginew (接近!!ギニュー特戦隊?, Sekkin!! Ginyū Tokusentai) - 272. Le sette sfere (間にあえ!!ななつのドラゴンボール?, Ma ni ae!! Nanatsu no Doragon Bōru) - 273. La terribile squadra speciale (恐怖のギニュー特戦隊?, Kyōfu no Ginyū Tokusentai) - 274. Il potere di Guldo (グルドの超能力?, Gurudo no chōnōryoku) - 275. L'attacco veloce di Vegeta (ベジータの速攻!!?, Bejīta no sokkō!!) - 276. Vegeta disperato (絶望のベジータ?, Zetsubō no Bejīta) |                                      |                                                   |
| 23    | 32-33-34 | Trama Gohan riesce a trovare la sfera nascosta nel lago, mentre Crilin viene intercettato da Vegeta che è a sua volta inseguito da Zarbon. Vegeta, raggiunto Zarbon, lo uccide senza pietà trapassandolo con un colpo energetico. Inoltre si prende la sfera di Crilin, ma non trova più la sfera nel lago sospettando che sono stati i terrestri a rubarla. Nel frattempo su Namecc arriva la Squadra Ginew, i combattenti d'élite dell'armata di Freezer, che grazie agli scouter riescono a trovare Gohan, Crilin e Vegeta e con loro le sette sfere. Mentre il capitano Ginew porta le sfere a Freezer gli altri quattro componenti si occupano di Gohan e Crilin; il sorteggiato a combattere è Guldo, capace di bloccare il tempo trattenendo il respiro. Inizialmente riesce a mettere in difficoltà Gohan e Crilin ma, alla fine, viene ucciso da Vegeta. Il secondo combattente è Rikoom, che ingaggia combattimento con Vegeta, sconfiggendolo. |                                      |                                                   |
| 24    | 34-35    | Il Super Saiyan/Body Change! 「悟空か！？ギニューか！？」 - Gokū ka!? Ginyū ka!? | 10 gennaio 1991 ISBN 4-08-851414-9   | 18 agosto 1996 3 settembre 1996                   |
| 24    | 34-35    | Capitoli - 277. La risata di Freezer (笑うフリーザ?, Warau Furīza) - 278. Gohan muore?! (孫悟飯死す!??, Son Gohan shisu!?) - 279. Il misterioso Goku (不思議な孫悟空?, Fushigi na Son Gokū) - 280. Il Super Saiyan (超サイヤ人!??, Sūpā Saiyajin!?) - 281. Jeeth e Butter (対決!!ジースとバータ?, Taiketsu!! Jīsu to Bāta) - 282. Il confuso cuore di Vegeta (ベジータの複雑な心?, Bejīta no fukuzatsu na kokoro) - 283. Il capitano Ginew (ギニュー隊長おでまし!!?, Ginyū taichō odemashi!!) - 284. L'orgoglio di Ginew (ギニュー隊長のプライド?, Ginyū taichō no puraido) - 285. Il capo anziano è in pericolo (危うし最長老たち?, Ayaushi Saichōrōtachi) - 286. Nail, il guerriero di Namecc (ナメック星の戦士ネイル?, Namekkusei no senshi Neiru) - 287. Body Change! (ボディチェンジ?, Bodi Chenji) - 288. Goku? O Ginew? (悟空か!?ギニューか!??, Gokū ka!? Ginyū ka!?) |                                      |                                                   |
| 24    | 34-35    | Trama Rikoom riesce a sconfiggere Vegeta e poi Gohan e Crilin. All'improvviso Goku arriva sul pianeta e batte facilmente Rikoom e Butter, che vengono poi finiti da Vegeta. Freezer non riesce a evocare il drago poiché non conosce la formula in lingua namecciana; parte quindi verso la casa del Capo Anziano, lasciando solo Ginew sull'astronave, che seppellisce le sfere e si reca in aiuto di Jeeth. Quando Ginew arriva Crilin, Gohan e Vegeta si recano all'astronave di Freezer, lasciando solo Goku a combattere. Goku si dimostra molto più forte dell'avversario e Ginew è costretto a usare la sua tecnica speciale, il Body Change, scambiando il suo corpo con il saiyan; quindi, con l'aspetto di Goku, combatte con Crilin e Gohan. Nel frattempo Freezer arriva dal Capo Anziano e affronta Nail, un guerriero namecciano posto a guardia del saggio. |                                      |                                                   |
| 25    | 35-36-37 | Body Change!/La furia di Freezer/Freezer o Vegeta? 「フリーザ超変身！！」 - Furīza chōhenshin!! | 8 marzo 1991 ISBN 4-08-851415-7      | 3 settembre 1996 18 settembre 1996 3 ottobre 1996 |
| 25    | 35-36-37 | Capitoli - 289. L'errore di Ginew (ギニュー痛恨の大誤算!!?, Ginyū tsūkon no daigosan!!) - 290. La sconfitta di Ginew (ギニュー敗れる!!!?, Ginyū yabureru!!!) - 291. La furia di Freezer (怒りのフリーザ!!!?, Ikari no Furīza!!!) - 292. La comparsa del Dio Drago originale (いでよ本場の神龍!!?, Ide yo honba no Shenron!!) - 293. I tre desideri (みっつの願い?, Mittsu no negai) - 294. L'ultimo desiderio (最後の願い?, Saigo no negai) - 295. Un inaspettato aumento di potenza (おもいがけぬスーパーパワーアップ?, Omoigakenu Sūpā Pawā Appu) - 296. La trasformazione di Freezer (フリーザ超変身!!?, Furīza chōhenshin!!) - 297. La rabbia di Gohan (悟飯逆上!!?, Gohan gyakujō!!) - 298. Gohan malridotto (悟飯ボロボロ?, Gohan boroboro) - 299. La rinascita del guerriero (戦士の復活?, Senshi no fukkatsu) - 300. Aver fiducia in se stessi (ピッコロの自身?, Pikkoro no jishin) |                                      |                                                   |
| 25    | 35-36-37 | Trama Vegeta combatte contro Jeeth e lo uccide disintegrandolo. Goku arriva appena in tempo per avvertire dello scambio dei corpi. Vegeta attacca e sta per eliminare Ginew, che non riesce a sfruttare la forza del nuovo corpo. Ginew utilizza nuovamente il Body Change, ma tra il raggio del Body Change e Vegeta si interpone Goku che ritorna così nel suo corpo. Ginew lancia ancora il Body Change contro Vegeta, ma Goku afferra una rana namecciana e la lancia verso il raggio, facendogli scambiare il corpo con essa. Goku viene messo nella vasca di rianimazione e Dende rivela la parola d'ordine ai terrestri mentre Vegeta dorme. Intanto Freezer sconfigge Nail e quest'ultimo gli rivela che stava solo guadagnando tempo. Il drago Polunga viene evocato: il primo desiderio è quello di resuscitare Piccolo, per riportare in vita Dio e le sue sfere del drago, mentre il secondo è quello di teletrasportare il namecciano su Namecc. A un tratto il drago scompare perché il Capo Anziano è morto; così Vegeta, accorso nel frattempo, non fa in tempo a esprimere l'ultimo desiderio di diventare immortale. Freezer giunge sul posto e aumenta la sua forza trasformandosi in un essere ancora più potente. Nel frattempo Piccolo incontra Nail in fin di vita e i due si uniscono in un unico individuo. |                                      |                                                   |
| 26    | 37-38    | Freezer o Vegeta?/Freezer il mostro 「孫悟空…復活！！」 - Son Gokū... fukkatsu!! | 10 giugno 1991 ISBN 4-08-851416-5    | 3 ottobre 1996 18 ottobre 1996                    |
| 26    | 37-38    | Capitoli - 301. Un'escalation senza fine (はてしないエスカレート!!?, Hate shinai Esukareito!!) - 302. La seconda mutazione di Freezer (フリーザ第2の変身?, Furīza daini no henshin) - 303. La vittoria di Freezer (フリーザのダメ押し!!?, Furīza no dameoshi!!) - 304. La nascita del Super Saiyan (超サイヤ人そして超フリーザ誕生!??, Sūpā Saiyajin soshite Sūpā Furīza tanjō!?) - 305. Freezer o Vegeta? (フリーザか!ベジータか!?, Furīza ka! Bejīta ka!) - 306. La rinascita di Goku (孫悟空...復活!!?, Son Gokū... fukkatsu!!) - 307. Lo scontro finale (超決戦の火ブタ切る!!?, Chōkessen no hibuta kiru!!) - 308. La morte di Vegeta! (ベジータ死す!!?, Bejīta shisu!!) - 309. Un incontro accanito (両者ゆずらず!?, Ryōsha yuzurazu!) - 310. Valutazione reciproca (さぐり合い?, Saguri ai) - 311. Corpo a corpo (肉弾戦?, Nikudansen) - 312. Freezer il mostro (怪物フリーザ?, Kaibutsu Furīza) - 313. Il colpo Kaioh Ken alla ventesima potenza (20倍界王拳の賭け?, Nijūbai Kaiōken no kake) |                                      |                                                   |
| 26    | 37-38    | Trama Piccolo arriva sul posto e pretende di iniziare a combattere subito e da solo. Piccolo riesce a mettere in difficoltà Freezer, ma quest'ultimo si trasforma un'altra volta e mette in difficoltà il namecciano, che viene salvato da Gohan, dopodiché si trasforma un'ultima volta raggiungendo il suo stadio originale, ovvero la sua reale identità. Per prima cosa elimina Dende per impedirgli di curare altre persone, poi affronta Vegeta (convinto di essere diventato un Super Saiyan dopo che Crilin lo ha ridotto in fin di vita e Dende lo ha curato), e lo sconfigge con facilità. Dopodiché Goku si riprende e, vedendo morire Vegeta, va su tutte le furie e riesce a mettere in seria difficoltà il nemico. Goku capisce di non avere possibilità e decide di usare la forza del Kaiohken moltiplicata per venti, ma neanche questo ha effetto. |                                      |                                                   |
| 27    | 38-39-40 | Freezer il mostro/Il guerriero leggendario/Il ragazzo misterioso 「伝説の超サイヤ人」 - Densetsu no Sūpā Saiyajin | 7 agosto 1991 ISBN 4-08-851417-3     | 18 ottobre 1996 3 novembre 1996 18 novembre 1996  |
| 27    | 38-39-40 | Capitoli - 314. La decisione di Goku (孫悟空最後の決断?, Son Gokū saigo no ketsudan) - 315. La grande sfera Genkidama (ラストチャンス!特大元気玉?, Rasuto Chansu! Tokudai Genkidama) - 316. L'odio dell'universo schiaccia Freezer (宇宙の恨み、フリーザを貫く!!?, Uchū no urami, Furīza o tsuranuku!!) - 317. Vita o morte? (生か死か?, Sei ka shi ka) - 318. Il guerriero leggendario (伝説の超サイヤ人?, Densetsu no Sūpā Saiyajin) - 319. L'umiliazione di Freezer (フリーザ初めての屈辱と絶望?, Furīza hajimete no kutsujoku to zetsubō) - 320. La scomparsa di Namecc (消え去るナメック星と希望?, Kiesaru Namekkusei to kibō) - 321. Pronto a morire (フリーザ決死のフルパワー?, Furīza kesshi no Furu Pawā) - 322. L'incontro decisivo (両者最後の大決戦!?, Ryōsha saigo no daikessen!) - 323. I due desideri (ふたつの願い?, Futatsu no negai) - 324. Battaglia silenziosa (静かなる激闘?, Shizuka naru gekitō) - 325. La superiorità di Goku (見切りをつけた孫悟空?, Mikiri o tsuketa Son Gokū) |                                      |                                                   |
| 27    | 38-39-40 | Trama Goku decide di usare la sfera Genkidama che mette in seria difficoltà Freezer, ma questo è ancora vivo; prima ferisce gravemente Piccolo e poi uccide Crilin. Goku, adirato per la morte di Crilin, si trasforma per la prima volta in Super Saiyan. Goku si dimostra più forte di Freezer, in quanto il nemico perde energia più rapidamente; in risposta il tiranno danneggia il nucleo di Namecc per causarne l'esplosione. Intanto Popo, tramite le sfere del drago terrestri, fa tornare in vita tutte le persone uccise da Freezer e dai suoi uomini. Il Capo Anziano e Dende esprimono l'ultimo desiderio a Polunga: quello di trasportare tutti, eccetto Goku e Freezer, sulla Terra. |                                      |                                                   |
| 28    | 40-41    | Il ragazzo misterioso/Il ritorno di Goku 「未来から来た少年」 - Mirai kara kita shōnen | 8 novembre 1991 ISBN 4-08-851418-1   | 18 novembre 1996 3 dicembre 1996                  |
| 28    | 40-41    | Capitoli - 326. Triste conclusione (空しい決着?, Munashī ketchaku) - 327. La fine di tutto (すべての終わり?, Subete no owari) - 328. La distruzione di Namecc (ナメック星の消ゆ?, Namekkusei no kiyu) - 329. La traccia di Goku (帰らない悟空?, Kaeranai Gokū) - 330. L'arrivo della famiglia Freezer (フリーザ親子地球に降り立つ?, Furīza oyako chikyū ni oritatsu) - 331. Il ragazzo misterioso (謎の少年?, Nazo no shōnen) - 332. Un altro Super Saiyan (ふたりめの超サイヤ人?, Futarime no Sūpā Saiyajin) - 333. Il ritorno di Goku (帰って来た孫悟空?, Kaette kita Son Gokū) - 334. Il ragazzo venuto dal futuro (未来から来た少年?, Mirai kara kita shōnen) - 335. Un messaggio terrorizzante (恐怖のメッセージ?, Kyōfu no Messeiji) - 336. Scommessa per il futuro (3年後の賭け?, Sannengo no kake) - 337. Riunione di guerrieri (集う超戦士たち?, Tsudō Sūpā senshitachi) |                                      |                                                   |
| 28    | 40-41    | Trama Goku sconfigge Freezer e subito dopo Namecc esplode. Quattro mesi dopo, grazie ai namecciani, vengono riportati in vita tutti i guerrieri morti nel corso della battaglia contro Nappa e Vegeta, mentre Goku riferisce di essere in buona salute e che tornerà appena possibile dopo essersi allenato su un altro pianeta. Un anno dopo Freezer, sopravvissuto e divenuto un cyborg, si reca sulla terra per vendicarsi di Goku accompagnato da suo padre, il re Cold. Entrambi vengono uccisi da un misterioso ragazzo in grado di trasformarsi in Super Saiyan. Quando Goku arriva il ragazzo gli rivela di chiamarsi Trunks, di essere figlio di Bulma e di Vegeta e di venire dal futuro. Nel suo futuro la Terra è stata devastata da due androidi potentissimi creati dal dottor Gelo (un infido scienziato del Red Ribbon) e che hanno ucciso Vegeta, Piccolo e gli altri. Nel futuro ormai Trunks è l'unico guerriero sopravvissuto, perché Gohan è stato ucciso quattro anni prima e Goku rimase stroncato sei mesi prima dell'arrivo degli androidi da una grave malattia cardiaca. Infine riferisce il giorno e il luogo in cui appariranno gli androidi e dona a Goku un vaccino contro la malattia cardiaca, prima di ritornare nel suo futuro promettendo che tornerà per aiutarli nella lotta contro gli androidi. Dopo tre anni di allenamenti, durante i quali Vegeta ha sposato Bulma e i due hanno avuto un figlio (Trunks, appunto), i guerrieri si ritrovano nel luogo indicato per attendere l'arrivo dei cyborg. |                                      |                                                   |
| 29    | 41-42-43 | Il ritorno di Goku/Il ritorno di Trunks/La decisione di Piccolo 「悟空、敗れる！」 - Gokū, yabureru! | 10 marzo 1992 ISBN 4-08-851419-X     | 3 dicembre 1996 18 dicembre 1996 3 gennaio 1997   |
| 29    | 41-42-43 | Capitoli - 338. Cyborg in città (人造人間街へ...?, Jinzōningen machi e...) - 339. La sopravvivenza di Yamcha (ヤムチャ間一髪!!?, Yamucha kan'ippatsu!!) - 340. Goku VS Red Ribbon (孫悟空対レッドリボン軍の恨み?, Son Gokū tai Reddo Ribon gun no urami) - 341. Che ti succede, Goku? (どうした孫悟空?, Dō shita Son Gokū) - 342. La sconfitta (悟空、敗れる!?, Gokū, yabureru!) - 343. Arriva Vegeta (ベジータ出現?, Bejīta shutsugen) - 344. Cyborg in crisi (うろたえる人造人間?, Urotaeru jinzōningen) - 345. La fuga di 20 (20号逃げる!?, Nijūgō nigeru!) - 346. Il ritorno di Trunks (トランクス再登場?, Torankusu saitōjō) - 347. I dubbi di Trunks (トランクスの疑惑?, Torankusu no giwaku) - 348. L'istituto di ricerca (研究所へ...!!?, Kenkyūjo e...!!) - 349. Il risveglio di 17 e 18 (目覚めた17号、18号?, Mezameta Jūnanagō, Jūhachigō) |                                      |                                                   |
| 29    | 41-42-43 | Trama Poiché i due cyborg Numero 19 e Numero 20 non hanno forza spirituale non vengono subito identificati e seminano il panico in una città, finché non incontrano Yamcha e lo attaccano assorbendo la sua energia. Goku, Tenshinhan, Piccolo e Crilin riescono finalmente a individuare i cyborg e si preparano a combattere portandoli in una valle montuosa lontana dalla città, irta di grotte e anfratti. Goku si trasforma in Super Sayan e inizia a combattere con 19 in una situazione di netto vantaggio. Tuttavia dopo qualche minuto Goku si stanca e si sente male: gli altri capiscono che è stato colpito dalla malattia cardiaca di cui parlava Trunks. Yamcha porta Goku a casa in modo che si curi. Sul posto arriva Vegeta, deciso a battersi con i cyborg: sorprendendo tutti questo si trasforma per la prima volta in Super Sayan. Dopo un breve scontro sconfigge e distrugge 19. 20 inizia a combattere contro i terrestri ma viene facilmente sconfitto: proprio in quel momento Trunks arriva dal futuro. Trunks però si rende conto che 19 e 20 non sono i cyborg che hanno devastato la sua epoca, e non capisce per quale motivo sia stato modificato il corso degli eventi. 20 riesce a nascondersi in una grotta e a scappare verso il suo laboratorio dove ha nascosto i cyborg Numero 17 e Numero 18, ben più forti e pericolosi. Piccolo e gli altri, grazie alle informazioni di Bulma, scoprono che 20 è in realtà Gelo, che ha progettato i cyborg. |                                      |                                                   |
| 30    | 43-44    | La decisione di Piccolo/Il mostro 「邪悪な予感」 - Jāku na Yokan | 10 giugno 1992 ISBN 4-08-851420-3    | 3 gennaio 1997 18 gennaio 1997                    |
| 30    | 43-44    | Capitoli - 350. 17, 18 e ora anche 16 (17号·18号、そして...16号?, Jūnanagō · Jūhachigō, soshite... Jūrokugō) - 351. Il misterioso 16 (謎の16号?, Nazo no Jūrokugō) - 352. Vegeta VS 18 (ベジータ対18号?, Bejīta tai Jūhachigō) - 353. Vegeta disperato (さすがのベジータ?, Sasuga no Bejīta) - 354. Gli invincibili cyborg (余裕の人造人間たち?, Yoyū no jinzōningentachi) - 355. La decisione di Piccolo (ピッコロの決意?, Pikkoro no ketsui) - 356. La condizione di Dio (神様の条件?, Kami-sama no jōken) - 357. L'informazione di Bulma (ブルマからの知らせ?, Buruma kara no shirase) - 358. Un brutto presentimento (邪悪な予感?, Jāku na yokan) - 359. Dio l'ha visto! (神様は見た!!?, Kamisama wa mita!!) - 360. La fusione tra Dio e Piccolo (神と大魔王の融合?, Kami to Daimaō no yūgō) - 361. Il mostro (謎の怪物、ついに出現!!?, Nazo no kaibutsu, tsui ni shutsugen!!) |                                      |                                                   |
| 30    | 43-44    | Trama Vegeta e il resto del gruppo raggiungono Gelo nel suo laboratorio, ma quest'ultimo attiva i due cyborg 17 e 18, che però si mostrano ribelli e spietati, uccidono il loro creatore e attivano un terzo cyborg, 16. Vegeta, incurante degli avvertimenti di Trunks, decide di sfidare da solo i tre androidi. 18 si dimostra troppo forte anche per un Super Sayan (l'energia di questi cyborg è infatti inesauribile) e lo sconfigge: anche Trunks, Tensinhan e Piccolo vengono battuti facilmente dagli androidi 17 e 18. I tre, che sono stati programmati per uccidere Goku, decidono di divertirsi e dopo avere rubato un furgone si dirigono verso una città vicina per provocare il caos. Dio, intanto, avvertendo una nuova minaccia all'orizzonte, propone a Piccolo di riunirsi: in questo modo però le sfere del drago perderebbero i loro poteri. Nel frattempo Bulma trova una macchina del tempo identica a quella utilizzata da Trunks, atterrata sulla terra parecchio tempo prima del suo arrivo; in essa trovano uno strano uovo e, nelle vicinanze, una grande crisalide che sembra appartenere a un enorme insetto. Il super guerriero namecciano, che mantiene il nome di Piccolo, si dirige in un luogo in cui sono scomparse migliaia di persone e trova l'essere, Cell. |                                      |                                                   |
| 31    | 44-45-46 | Il mostro/Il risveglio di Goku/Super Vegeta 「忍びよるセル」 - Shinobiyoru Seru | 4 agosto 1992 ISBN 4-08-851686-9     | 18 gennaio 1997 3 febbraio 1997 18 febbraio 1997  |
| 31    | 44-45-46 | Capitoli - 362. Incontro a Ginger Town (ジンジャータウンの決闘?, Jinjā Taun no kettō) - 363. Il segreto del mostro (解けた怪物の謎?, Toketa kaibutsu no nazo) - 364. La risata di Cell (笑うセル?, Warau Seru) - 365. Il risveglio di Goku (目覚めた孫悟空?, Mezameta Son Gokū) - 366. L'allenamento (サイヤ人たちの修業?, Saiyajintachi no shugyō) - 367. Il nuovo Piccolo VS 17 (新生ピッコロ対17号?, Shinsei Pikkoro tai Jūnanagō) - 368. Cell si avvicina (忍びよるセル?, Shinobiyoru Seru) - 369. I cyborg contro Cell (人造人間対セル?, Jinzōningen tai Seru) - 370. L'ultima resistenza di Piccolo (新生ピッコロ決死の抵抗?, Shinsei Pikkoro kesshi no teikō) - 371. 16 all'attacco (動き始めた16号!?, Ugoki hajimeta Jūrokugō!) - 372. La determinazione di 16 (決死の16号パワー!! ?, Kesshi no Jūrokugō Pawā!!) - 373. Fermate Cell! (阻止せよ!セルの完全体?, Soshi se yo! Seru no kanzentai) |                                      |                                                   |
| 31    | 44-45-46 | Trama Cell rivela di essere stato creato dal computer di Gelo e di avere un corpo formato dalle cellule di tutti i più forti combattenti (Goku, Vegeta, Piccolo, Freezer e Cold), raccolti nel tempo da piccoli robot insetti inviati da Gelo per dare vita a un cyborg superiore. Cell viene da un secondo futuro alternativo, dove ha ucciso Trunks appena tornato dal passato, in cui ha aiutato i propri amici a sconfiggere i cyborg e si è impossessato della sua macchina del tempo. Per ottenere la sua forma perfetta ha bisogno di assorbire 17 e 18, non più presenti nel suo universo perché sconfitti da Vegeta. Piccolo, dopo avere sentito la storia, decide di combattere contro Cell mostrando la sua piena potenza, ma il mostro riesce a fuggire. Goku guarisce dalla malattia cardiaca e informa Vegeta dell'esistenza di una stanza speciale al palazzo di Dio, la Stanza dello spirito e del tempo, nella quale un giorno terrestre corrisponde a un anno nella stanza. I primi a sfruttare questa possibilità sono Vegeta e Trunks, seguiti il giorno successivo da Goku e Gohan. Piccolo rintraccia i cyborg alla Kame House in cerca di Goku per ucciderlo; inizia un duro scontro fra Piccolo e 17 alla pari. Cell sopraggiunge nel luogo dello scontro e Piccolo tenta di ucciderlo, ma viene rapidamente sconfitto. 16 (indifferente fino a quel momento) interviene, combattendo incredibilmente allo stesso livello di Cell. Tuttavia quest'ultimo riesce ad assorbire 17, diventando ancora più forte. A causa di questa evoluzione 16 viene messo fuori combattimento con un colpo solo.                                   |                                      |                                                   |
| 32    | 46-47    | Super Vegeta/Super Trunks 「セルの完全体 完成！！」 - Seru no kanzentai kansei!! | 2 ottobre 1992 ISBN 4-08-851687-7    | 18 febbraio 1997 3 marzo 1997                     |
| 32    | 46-47    | Capitoli - 374. Goku incontra Cell (悟空とセル初めての対峙?, Gokū to Seru hajimete no taiji) - 375. Vegeta e Trunks all'attacco! (ベジータ、トランクス発進!!?, Bejīta, Torankusu hasshin!!) - 376. Vegeta fiducioso (ベジータに自身あり!?, Bejīta ni jishin ari!) - 377. Goku e Gohan (孫悟空と孫悟飯?, Son Gokū to Son Gohan) - 378. Super Vegeta (超ベジータ?, Sūpā Bejīta) - 379. Il piano di Cell (絶たれた!?セルの完全体?, Tatareta!? Seru no kanzentai) - 380. Fuggi, 18! (逃げろ!!18号?, Nigero!! Jūhachigō) - 381. Vegeta aiuta Cell (ベジータの好奇心セルを助ける?, Bejīta no kōkishin Seru o tasukeru) - 382. Il corpo perfetto (完全体完成!!?, Kanzentai kansei!!) - 383. Inversione di parti! (形勢逆転?, Keisei gyakuten) - 384. Il piano segreto (ベジータ、執念の秘策?, Bejīta, shūnen no hisaku) - 385. Il turno di Trunks (トランクス始動?, Torankusu shidō) |                                      |                                                   |
| 32    | 46-47    | Trama Proprio mentre Cell sta per assorbire anche 18 Tenshinhan interviene scatenando il suo colpo più potente contro la creatura, e permettendo così a 16 e 18 di fuggire. La tecnica esaurisce però tutte le sue energie, e rimane in balia di Cell fino a quando Goku, che stava aspettando di entrare nella Stanza dello spirito e del tempo, decide di intervenire. Con il teletrasporto riesce a portare al palazzo di Dio sia Tenshinhan che Piccolo, che scopre essere ancora vivo. Goku, consapevole di non potere competere con Cell, si limita a portare in salvo i due amici senza ingaggiare un combattimento con l'androide. Nel frattempo Vegeta e Trunks escono dalla stanza notevolmente cambiati rispetto a prima e si recano verso Cell. Vegeta scatena un'incredibile forza e manda Cell al tappeto più volte senza il minimo sforzo. Cell decide di giocare d'astuzia e di puntare sull'orgoglio del Saiyan: gli dice che se potesse assorbire anche 18 diventerebbe l'essere perfetto, il più forte dell'universo. Vegeta, eccitato dall'idea di scontrarsi con un nemico del genere, gli lascia assorbire anche 18. Trunks e Crilin tentano invano di fermarlo e, in un momento di distrazione, Cell assorbe 18 e riesce così a ottenere il corpo perfetto. Cell stavolta si dimostra superiore a Vegeta e lo sconfigge. |                                      |                                                   |
| 33    | 47-48-49 | Super Trunks/Inizia il Cell Game/Trunks The Story 「セルゲーム始まる」 - Seru Geemu hajimaru | 26 dicembre 1992 ISBN 4-08-851688-5  | 3 marzo 1997 18 marzo 1997 3 aprile 1997          |
| 33    | 47-48-49 | Capitoli - 386. Super Trunks (父を超えた超トランクス!?, Chichi o koeta Sūpā Torankusu) - 387. L'equilibrio della superpotenza (超パワーのバランス?, Sūpā Pawā no Baransu) - 388. La proposta di Cell (セルの思いつき?, Seru no omoitsuki) - 389. Un messaggio da brivido (戦慄のメッセージ?, Senritsu no Messeiji) - 390. La fine dell'allenamento (悟空と悟飯外へ?, Gokū to Gohan soto e) - 391. Visita al maestro Karin (大対決戦前の休息?, Daikessen mae no kyūsoku) - 392. La resistenza delle forze di difesa (王立防衛軍?, Ōritsu bōeigun) - 393. Il nuovo Dio (新しい神様?, Atarashī Kami-sama) - 394. Inizia il Cell Game (セルゲーム始まる?, Seru Geimu hajimaru) - 395. Riunione di guerrieri (フルメンバー集合!!?, Furu Menbā shūgō!!) - 396. L'intralcio del Cell Game (セルゲームのお荷物!??, Seru Geimu no onimotsu!?) - Speciale: Trunks The Story (L'ultimo guerriero) (TRUNKS THE STORY -たったひとりの戦士-?, Torankusu za Sutōrī: Tatta hitori no senshi) |                                      |                                                   |
| 33    | 47-48-49 | Trama Trunks, accecato dall'ira, aumenta immensamente la sua massa muscolare divenendo più forte di Cell. Tuttavia la sua superiorità dura poco, poiché così è molto più lento e non riesce a colpirlo neanche una volta. Trunks si arrende, ma invece di ucciderlo Cell gli fa una proposta: darà a lui e a tutti gli altri guerrieri dieci giorni di tempo per diventare più forti, per affrontarli tutti nel corso di un torneo da lui organizzato, il Cell Game. Durante i dieci giorni che precedono il Cell Game Dende accetta l'incarico di nuovo Dio della Terra e ripristina le sfere del drago. Inoltre Goku e Gohan rimangono sempre trasformati in Super Saiyan facendo uso del concetto di Full Power. Il giorno del torneo il primo avversario di Cell è un certo Mr. Satan, che viene subito buttato fuori dal ring. |                                      |                                                   |
| 34    | 49-50    | Trunks The Story/Vai, Super Gohan! 「悟空を越えた戦士」 - Gokū o koeta senshi | 4 giugno 1993 ISBN 4-08-851689-3     | 3 aprile 1997 18 aprile 1997                      |
| 34    | 49-50    | Capitoli - 397. Cell VS Goku (セル対孫悟空!!?, Seru tai Son Gokū!!) - 398. La massima potenza di Goku (孫悟空フルパワー?, Son Gokū Furu Pawā) - 399. Incontro decisivo al massimo livello (最高レベルの決戦?, Saikō Reberu no kessen) - 400. Sconfitta o morte! (敗北か死か!?, Haiboku ka shi ka!) - 401. L'onda Kamehameha alla massima potenza! (かめはめ波フルパワー?, Kamehameha Furu Pawā) - 402. L'atteggiamento di Goku (孫悟空謎の行動?, Son Gokū nazo no kōdō) - 403. Il guerriero più forte! (悟空を超えた戦士?, Gokū o koeta senshi) - 404. Vai, Super Gohan! (発進!超孫悟飯?, Hasshin! Sūpā Son Gohan) - 405. Arrabbiati, Gohan! (怒るか孫悟飯?, Okoru ka Son Gohan) - 406. L'arma segreta di 16 (16号の秘密兵器?, Jūrokugō no himitsu heiki) - 407. L'inferno dei Cell Junior (セルジュニアの地獄?, Seru Junia no jigoku) - 408. Gohan furibondo (孫悟飯爆発!!?, Son Gohan bakuhatsu!!) |                                      |                                                   |
| 34    | 49-50    | Trama Goku sale sul ring e scatena un livello di potenza elevatissimo, superiore anche a quello di Vegeta e di Trunks. Nel corso di una lunga e intensa battaglia constata di essere allo stesso livello di Cell ma di perdere energia più velocemente, così decide di ritirarsi e lasciare il posto a Gohan. Dopo avere appreso che Gohan aumenta la sua forza con la rabbia Cell inizia a provocarlo. 16 cerca di fermare Cell ma viene distrutto; Cell quindi crea sette piccoli Cell Junior che attaccano i guerrieri mettendoli in difficoltà. Dopo che Cell schiaccia la testa di 16 si scatena la rabbia di Gohan che, trasformatosi in Super Saiyan II, distrugge i Cell Junior. |                                      |                                                   |
| 35    | 50-51-52 | Vai, Super Gohan!/Gran finale/Nascita di un nuovo eroe 「さようなら戦士たち」 - Sayōnara senshitachi | 3 settembre 1993 ISBN 4-08-851700-8  | 18 aprile 1997 3 maggio 1997 18 maggio 1997       |
| 35    | 50-51-52 | Capitoli - 409. Un serio incontro (本気対本気?, Honki tai honki) - 410. La speciale onda Kamehameha (究極のかめはめ波?, Kyūkyoku no Kamehameha) - 411. Cell in crisi (追い詰められたセル?, Oitsumerareta Seru) - 412. La conclusione del Cell Game (セルゲームの結末?, Seru Geimu no ketsumatsu) - 413. La sofferenza di Gohan (苦しむ孫悟飯?, Kurushimu Son Gohan) - 414. L'inversione inaspettata (思わぬ形勢逆転?, Omowanu keisei gyakuten) - 415. Il messaggio di Goku (孫悟空からのメッセージ?, Son Gokū kara no Messeiji) - 416. L'ultimo scontro (かめはめ波対かめはめ波最後の決戦?, Kamehameha tai Kamehameha saigo no kessen) - 417. Gran finale (大団円?, Daidan'en) - 418. L'addio ai guerrieri (さようなら戦士たち?, Sayōnara senshitachi) - 419. Un'altra conclusione (もうひとつの結末?, Mō hitotsu no ketsumatsu) - 420. Pace nel futuro (未来に平和を...?, Mirai ni heiwa o...) |                                      |                                                   |
| 35    | 50-51-52 | Trama Cell viene messo in difficoltà da Gohan. Viene colpito duramente e rigurgita 18, regredendo allo stadio precedente e con le spalle al muro; decide quindi di autodistruggersi per distruggere il pianeta. Così Goku decide di sacrificarsi e si teletrasporta con Cell sul pianeta di Kaioh in modo che l'inevitabile esplosione non colpisca la Terra. Cell esplode e sia Goku che Kaioh muoiono. Sorprendentemente Cell fa ritorno sul campo di battaglia uccidendo Trunks a tradimento e spiegando di essersi salvato grazie al nucleo rigenerante nel suo cervello e di essere inspiegabilmente tornato alla forma perfetta grazie al potere Zenkai Power dei Saiyan. Cell lancia quindi una potentissima Kamehameha allo scopo di distruggere l'intero pianeta, ma Gohan viene spronato da Goku che gli parla dall'aldilà tramite Kaioh e contrattacca con una Kamehameha usando un solo braccio; grazie all'aiuto di Vegeta, che distrae Cell, Gohan prende il sopravvento e questa volta Cell è sconfitto per sempre, mentre Satan si prende il merito della sua distruzione. Intanto 18 viene rianimata e, per merito di Crilin, viene liberata dall'esplosivo che aveva in corpo da Shenlong. Il giorno dopo Trunks (riportato in vita dalle sfere del drago) riparte per il futuro, riuscendo poi a riportare la pace nella propria linea temporale originale, sbarazzandosi facilmente delle versioni malvagie di 17 e 18 e di un Cell in forma non evoluta. Goku dall'aldilà fa sapere di non volere tornare in vita ma di preferire rimanere ad allenarsi, conscio del fatto che è lui ad attirare sulla Terra nemici sempre più forti. |                                      |                                                   |
| 36    | 52-53    | Nascita di un nuovo eroe/Due piccoli guerrieri 「ニューヒーロー誕生！！」 - Nyū Hīrō tanjō!! | 4 novembre 1993 ISBN 4-08-851495-5   | 18 maggio 1997 3 giugno 1997                      |
| 36    | 52-53    | Capitoli - 421. Satan City High School (サタンシティのハイスクール?, Satan Shiti no Hai Sukūru) - 422. Che fatica la vita (悟飯、とても疲れる?, Gohan, totemo tsukareru) - 423. Nascita di un nuovo eroe (ニューヒーロー誕生!!?, Nyū Hīrō tanjō!!) - 424. L'intervento di Videl (ビーデル緊急出動!!?, Bīderu kinkyū shutsudō!!) - 425. Scoperto! (バレた!!!?, Bareta!!!) - 426. Il torneo Tenkaichi (天下一武道会?, Tenkaichi budōkai) - 427. L'inizio dell'allenamento (特訓開始!!?, Tokkun kaishi!!) - 428. Videl vuole volare (ビーデルさんの舞空術?, Bīderu-san no bukūjutsu) - 429. Si avvicina il torneo (迫る天下一武道会?, Semaru Tenkaichi budōkai) - 430. La riunione della squadra (ドラゴンチーム集合!!?, Doragon Chīmu shūgō!!) - 431. Le eliminatorie (予選開始?, Yosen kaishi) - 432. Due piccoli guerrieri (ふたりの小さな超戦士?, Futari no chīsa na sūpā senshi) |                                      |                                                   |
| 36    | 52-53    | Trama Sette anni dopo il Cell Game Gohan è ormai un adolescente e inizia ad andare al liceo. Allo stesso tempo decide di diventare un supereroe con il nome di "Great Saiyaman" per nascondere la sua forza e sconfiggere i criminali della città. Videl, una dei suoi compagni di scuola, che è anche la figlia di Satan, scopre la sua identità e lo costringe a entrare nel prossimo torneo Tenkaichi e a insegnarle a volare. Goku annuncia di volere tornare sulla Terra per partecipare al torneo, e Vegeta, Crilin, 18 (che nel frattempo ha sposato Crilin), e Piccolo decidono di iscriversi. Dopo l'allenamento con Videl il torneo inizia e Goku si riunisce con i suoi amici e la famiglia e incontra il suo secondo figlio, Goten. Questo e Trunks sono costretti a entrare in un torneo per i bambini, mentre gli altri partecipano al torneo degli adulti. |                                      |                                                   |
| 37    | 53-54-55 | Due piccoli guerrieri/L'ira di Gohan/Il mago Babidy 「動き始めた作戦」 - Ugoki hajimeta sakusen | 4 aprile 1994 ISBN 4-08-851496-3     | 3 giugno 1997 18 giugno 1997 3 luglio 1997        |
| 37    | 53-54-55 | Capitoli - 433. Trunks VS Goten (トランクス対孫悟天?, Torankusu tai Son Goten) - 434. Trunks VS Goten - Seconda parte (トランクス対孫悟天2?, Torankusu tai Son Goten Tsū) - 435. Il campione dei bambini (「少年の部」勝者決定!?, "Shōnen no bu" shōsha kettei!) - 436. Il carattere di Mr. Satan (ミスター·サタンのド根性!?, Misutā Satan no dokonjō!) - 437. Due tipi misteriosi (不思議なふたり?, Fushigi na futari) - 438. La combinazione delle finali (対戦相手決定す!?, Taisen aite ketteisu!) - 439. Gli scontri di Crilin e Piccolo (クリリンそしてピッコロの闘い?, Kuririn soshite Pikkoro no tatakai) - 440. L'identità di Shin (シンの意外な正体?, Shin no igai na shōtai) - 441. La fatica di Videl (ビーデルボロボロ?, Bīderu boroboro) - 442. L'ira di Gohan (悟飯怒る!!?, Gohan ikaru!!) - 443. La strategia ottimale (動き始めた作戦?, Ugoki hajimeta sakusen) - 444. L'energia rubata (奪われたエネルギー?, Ubawareta Enerugī) - 445. Un mistero spaventoso (恐るべき謎?, Osorubeki nazo) |                                      |                                                   |
| 37    | 53-54-55 | Trama Goten e Trunks si affrontano in finale. Trunks vince e affronta Satan in finale come ricompensa. Satan, spaventato dalla forza di Trunks, finge di perdere. Il torneo degli adulti inizia; Goten e Trunks stordiscono il combattente Mighty Mask per usare il suo costume come copertura. Piccolo abbandona la lotta quando affronta Kaiohshin, ovvero il dio dei Kaioh. Nel terzo incontro Videl combatte contro un uomo di nome Spopovich che ha acquisito poteri anomali, e viene pesantemente sconfitta. Nel quarto combattimento Gohan affronta l'assistente di Kaiohshin Kibith, ma viene attaccato da Spopovich e dal suo compagno Yamu, che rubano la sua energia. Quando essi fuggono Kaiohshin chiede a Goku e agli altri di seguirlo. Mentre seguono Yamu e Spopovich Kaiohshin spiega che il mago Babidy vuole svegliare un potente mostro chiamato Majin Bu, ma per farlo ha bisogno di assorbire l'energia di potenti guerrieri. |                                      |                                                   |
| 38    | 55-56    | Il mago Babidy/Majin-Bu 「宿命の対決 孫悟空対ベジータ」 - Shukumei no taiketsu Son Gokū tai Bejiita | 4 agosto 1994 ISBN 4-08-851497-1     | 3 luglio 1997 18 luglio 1997                      |
| 38    | 55-56    | Capitoli - 446. Il mago Babidy! (魔導師バビディ?, Madōshi Babidi) - 447. Babidy sapeva tutto! (知っていたバビディ?, Shitte ita Babidi) - 448. Chi non risica non rosica (虎穴に入らずんば...?, Koketsu ni irazunba...) - 449. Il gioco (ゲーム?, Geimu) - 450. Secondo stage - Yakon (ステージ2のヤコン?, Suteiji Tsū no Yakon) - 451. Il cibo di Yakon (魔獣ヤコンのごちそう?, Majū Yakon no gochisō) - 452. Il turno di Darbula (ダーブラ登場!!?, Dābura tōjō!!) - 453. Il risultato finale (決勝戦の行方?, Kesshōsen no yukue) - 454. Il campione (勝者決定!!!?, Shōsha kettei!!!) - 455. La malvagità rivelata (みつけられた邪心?, Mitsukerareta jashin) - 456. Scontro fatale (宿命の対決孫悟空対ベジータ?, Shukumei no taiketsu Son Gokū tai Bejīta) - 457. L'orgoglio di Vegeta (ベジータのプライド?, Bejīta no Puraido) - 458. Due scontri mortali (ふたつの死闘?, Futatsu no shitō) - 459. Count Down (カウントダウン?, Kauntodaun) |                                      |                                                   |
| 38    | 55-56    | Trama Goku e i suoi amici arrivano alla base di Babidy, ma vengono attaccati dal suo servo Darbula, che uccide Kibith e pietrifica Crilin e Piccolo. Mentre entrano nel nascondiglio Goku e Vegeta sconfiggono con facilità i guerrieri di Babidy, mentre Darbula si prepara a combattere Gohan. Nel frattempo il torneo continua, e Goten e Trunks vengono squalificati per avere rubato il costume di Mighty Mask. 18 permette a Satan di sconfiggerla a patto che lui le dia il doppio della quantità di denaro in palio per il vincitore. Gohan affronta Darbula, ma quest'ultimo scappa per riferire a Babidy che possono controllare Vegeta poiché egli ha un cuore malvagio. Vegeta permette a Babidy di possederlo per diventare più forte e inizia a combattere contro Goku. Gohan e Kaiohshin si confrontano con Darbula e Babidy, ma Majin Bu si risveglia per l'energia del combattimento dei due Saiyan. |                                      |                                                   |
| 39    | 56-57-58 | Majin Bu/Una piccola speranza/Z-Sword 「さらば誇り高き戦士」 - Saraba Hokori Takaki Senshi | 2 dicembre 1994 ISBN 4-08-851498-X   | 18 luglio 1997 3 agosto 1997 18 agosto 1997       |
| 39    | 56-57-58 | Capitoli - 460. La comparsa di Majin-Bu (魔人ブウ出現か!??, Majin Bū shutsugen ka!?) - 461. E questo sarebbe Majin-Bu?! (こいつが魔人ブウ!??, Koitsu ga Majin Bū!?) - 462. Il terrore di Majin-Bu (魔人ブウの脅威?, Majin Bū no kyōi) - 463. Potenza minacciosa (圧倒敵な不気味パワー?, Attōteki na bukimi Pawā) - 464. L'ultimo scontro di Vegeta (ベジータ最後の決死戦?, Bejīta saigo no kesshisen) - 465. Majin-Bu furioso (怒る魔人ブウ?, Ikaru Majin Bū) - 466. La fine di Babidy (黒幕の最後?, Kuromaku no saigo) - 467. Addio al più orgoglioso dei guerrieri (さらば誇り高き戦士?, Saraba hokori takaki senshi) - 468. Il ritorno dell'incubo (悪夢ふたたび?, Akumu futatabi) - 469. Una piccola speranza (かすかな希望?, Kasuka na kibō) - 470. La vendetta di Babidy (バビディの復讐作戦はじまる!!?, Babidi no fukushū sakusen hajimaru!!) - 471. La prova (試練の時?, Shiren no toki) - 472. Z-Sword (ゼットソード?, Zetto Sōdo) |                                      |                                                   |
| 39    | 56-57-58 | Trama Majin Bu si risveglia come un essere obeso che sconfigge facilmente Gohan e Kaiohshin. Darbula cerca di ucciderlo, ma viene trasformato in un biscotto. Vegeta tramortisce Goku e si reca a combattere Majin Bu. Sembra riuscire a sconfiggerlo, ma Majin Bu si rigenera dopo avere subito tutti i suoi attacchi. Trunks e Goten, mentre Majin Bu tortura Vegeta, intervengono in suo aiuto. Vegeta però stordisce entrambi i bambini e li affida a Piccolo, che è tornato con Crilin allo stato normale, affinché li porti via. Vegeta si autodistrugge nel tentativo di uccidere Bu, che però riesce a rigenerarsi. Babidy e Bu iniziano a cercare Piccolo, Goten e Trunks uccidendo i terrestri. Goku torna al palazzo di Dio, dove decide di insegnare a Goten e Trunks la tecnica per fondere i loro corpi e sconfiggere Bu. Nel frattempo Gohan viene portato da Kaiohshin e Kibith, che è stato resuscitato da Shenlong, al loro pianeta per allenarsi con la leggendaria Z-Sword. |                                      |                                                   |
| 40    | 58-59    | Z-Sword/I due Majin-Bu 「地球軍、最後の秘密兵器！！」 - Chikyūgun, saigo no himitsu heiki!! | 3 marzo 1995 ISBN 4-08-851499-8      | 18 agosto 1997 3 settembre 1997                   |
| 40    | 58-59    | Capitoli - 473. Goku incontra Majin-Bu (孫悟空魔人ブウに接触!?, Son Gokū Majin Bū ni sesshoku!) - 474. Super Saiyan III (限界!!超サイヤ人3?, Rimitto!! Sūpā Saiyajin Surī) - 475. L'abilità di Majin-Bu (見え始めた魔人ブウの真価?, Mie hajimeta Majin Bū no shinka) - 476. Il tempo residuo di Goku (孫悟空の残された時間?, Son Gokū no nokosareta jikan) - 477. Goku se ne va (孫悟空帰る?, Son Gokū kaeru) - 478. La traccia di Gohan (孫悟飯の行方?, Son Gohan no yukue) - 479. La Z-Sword e un altro Kaiohshin (ゼットソードともうひとりの界王神?, Zetto Sōdo to mō hitori no Kaiōshin) - 480. Fusion! (ついにできたフュージョン!!?, Tsui ni dekita Fyūjon!!) - 481. L'arma segreta dell'esercito terrestre (地球軍、最後の秘密兵器!!?, Chikyūgun, saigo no himitsu heiki!!) - 482. La Fusion è completa! (いよいよ完成!超フュージョン!!?, Iyoiyo kansei! Sūpā Fyūjon!!) - 483. Majin-Bu e i suoi amici (魔人ブウと仲間たち?, Majin Bū to nakamatachi) - 484. Quel che nasce dalla rabbia (怒りの産み出したもの?, Ikari no umidashita mono) - 485. I due Majin-Bu (ふたりの魔人ブウ...そして...?, Futari no Majin Bū... Soshite...) |                                      |                                                   |
| 40    | 58-59    | Trama Per evitare che il dragon radar venga distrutto Goku affronta Bu per dare a Trunks il tempo per trovarlo, trasformandosi in Super Saiyan III. Quando Goku fugge Bu uccide Babidy, stanco del suo atteggiamento. Goku insegna a Goten e Trunks la fusione, ma è costretto a tornare nell'aldilà, dove incontra Gohan. Volendo testare la Z-Sword Goku la rompe, risvegliando un antico Kaiohshin che inizia un rituale di ventiquattr'ore per rendere Gohan più forte. Goten e Trunks riescono a eseguire la fusione e formano un guerriero chiamato Gotenks, che ancora ha bisogno di allenarsi per sconfiggere Bu. Satan si reca ad affrontare Bu, ma diventa invece suo amico e gli fa giurare di non uccidere più altre persone. Tuttavia il cane di Bu viene ferito da due criminali, cosa che fa liberare al mostro tutto il suo lato malvagio sotto forma di un nuovo Majin-Bu. I due si affrontano, ma Bu malvagio ha la meglio e assorbe quello buono. |                                      |                                                   |
| 41    | 59-60-61 | I due Majin-Bu/Forza Super Gotenks!/L'invincibile fusione 「がんばれ 超ゴテンクスくん」 - Ganbare Sūpā Gotenkusu-kun | 2 giugno 1995 ISBN 4-08-851500-5     | 3 settembre 1997 18 settembre 1997 3 ottobre 1997 |
| 41    | 59-60-61 | Capitoli - 486. Il nuovo terribile, Majin-Bu (恐怖の新魔人ブウ?, Kyōfu no shin Majin Bū) - 487. La fine dell'umanità! (人類絶滅?, Jinrui zetsumetsu) - 488. Nella stanza senza tempo (トランクスと悟天精神と時の部屋に入る?, Torankusu to Goten seishin to toki no heya ni hairu) - 489. Fiducia in se stessi (ゴテンクスに自身あり!!?, Gotenkusu ni jishin ari!!) - 490. La sicurezza di Gotenks (ゴテンクス自身満々!!?, Gotenkusu jishin manman!!) - 491. Kamikaze Attack! (必殺!カミカゼアタック?, Hissatsu! Kamikaze Atakku) - 492. L'altra dimensione (閉じられた異次元世界?, Tojirareta ijigen sekai) - 493. Evasione dall'altra dimensione (異次元からの脱出?, Ijigen kara no dasshutsu) - 494. Forza, Super Gotenks! (がんばれ超ゴテンクスくん?, Ganbare Sūpā Gotenkusu-kun) - 495. La vera abilità della Super Fusion (強いぞ!!スーパーフュージョン?, Tsuyoi zo!! Sūpā Fyūjon) - 496. Situazione disperata! (絶体絶命大大大ピンチ!!?, Zettai zetsumei daidaidaipinchi!!) - 497. Il contrattacco di Gohan (孫悟飯の大逆襲!!?, Son Gohan no daigyakushū!!) - 498. Le misteriose manovre di Majin-Bu (魔人ブウの不気味な動き?, Majin Bū no bukimi na ugoki) - 499. La trappola (罠?, Wana) - 500. Situazione capovolta (大逆転?, Daigyakuten) - 501. L'arrivo del messia (救世主登場!??, Kyūseishu tōjō!?) - 502. La fusione con i Potara (成功するか!?ポタラの合体!?, Seikō suru ka!? Potara no gattai!) |                                      |                                                   |
| 41    | 59-60-61 | Trama Bu si reca al palazzo di Dio e affronta Gotenks nella Stanza dello spirito e del tempo. Gotenks inizia a eseguire tecniche deboli per rendere la battaglia più drammatica, costringendo Piccolo a distruggere la porta della camera. Bu crea un buco dimensionale e torna al palazzo, uccidendo tutti. Gotenks riesce a fuggire insieme a Piccolo e combatte contro Bu, ma prima di averlo sconfitto termina la fusione. Gohan ritorna e combatte contro Bu riuscendo a sopraffarlo. Gotenks cerca di affrontare di nuovo Bu, ma viene assorbito insieme a Piccolo. Con Gotenks assorbito Bu è ora in grado di sconfiggere Gohan. Il vecchio Kaiohshin dona la sua vita a Goku e gli dona due orecchini che gli permettono di fondersi con Gohan. Goku tenta di dare un orecchino a Gohan, ma anche quest'ultimo viene assorbito. |                                      |                                                   |
| 42    | 61-62    | L'invincibile fusione/Goodbye, Dragon World! 「バイバイ ドラゴンワールド」 - Baibai Doragon Wārudo | 4 agosto 1995 ISBN 4-08-851090-9     | 3 ottobre 1997 18 ottobre 1997                    |
| 42    | 61-62    | Capitoli - 503. La fusione di Goku (孫悟空最後の合体!!?, Son Gokū saigo no gattai!!) - 504. L'invincibile fusione (天下無敵の合体おとうさん?, Tenkamuteki no gattai otōsan) - 505. La provocazione di Vegeta (挑発するベジット?, Chōhatsu suru Bejitto) - 506. All'interno di Majin-Bu (ブウの中の悟空とベジータ?, Bū no naka no Gokū to Bejīta) - 507. Bu dentro Bu (ブウの中のブウとブウ?, Bū no naka no Bū to Bū) - 508. Il puro Majin-Bu (純粋の魔人ブウ?, Junsui no Majin Bū) - 509. Pericolo per l'universo (全宇宙を賭けた試合?, Zen'uchū o kaketa shiai) - 510. Vegeta e Kakaroth (ベジータとカカロット?, Bejīta to Kakarotto) - 511. La vita in gioco (命懸けのベジータ?, Inochigake no Bejīta) - 512. La scomparsa del Super Saiyan III (超サイヤ人3消える?, Sūpā Saiyajin Surī kieru) - 513. L'idea di Vegeta (ベジータの考え?, Bejīta no kangae) - 514. Messaggio per i terrestri (蘇った地球人へのメッセージ?, Yomigaetta chikyūjin e no Messeiji) - 515. La sfera Genkidama senza energia (集まらない元気玉の元気?, Atsumaranai Genkidama no genki) - 516. La conclusione (決着?, Ketchaku) - 517. Gran finale, e poi.... (大団円そして...?, Daidan'en soshite...) - 518. Dieci anni dopo (そして10年後?, Soshite jūnengo) - 519. Bye Bye, Dragon World! (バイバイドラゴンワールド?, Baibai Doragon Wārudo) |                                      |                                                   |
| 42    | 61-62    | Trama Goku si fonde con Vegeta, a cui è stato permesso di tornare sulla Terra. Essi formano un potente guerriero di nome Vegeth che sconfigge facilmente Bu, ma si lascia assorbire dal mostro per liberare i suoi amici. All'interno del corpo di Bu la fusione si scioglie. I due trovano e liberano Gohan, Goten, Trunks e Piccolo. Dopo avere liberato anche Bu obeso questo si trasforma nuovamente nella sua forma ancestrale. Bu distrugge la Terra, ma Goku e Vegeta fuggono sul pianeta dei Kaiohshin con Dende e Satan. Goku si prepara ad affrontare Bu, che si rigenera e si teletrasporta sul pianeta. Tuttavia Goku non è in grado di controllare i suoi poteri, così Vegeta e il Bu buono combattono al suo posto. Vegeta dice a Dende di utilizzare Polunga per ricostruire la Terra e fare rivivere tutti i suoi abitanti (a eccezione dei malvagi), per permettere a Goku di assorbire le loro energie per eseguire la Genkidama. Con l'aiuto di Satan e di Vegeta (e delle sfere che gli donano nuova energia) Goku riesce ad avere il tempo di preparare la Genkidama, con la quale distrugge definitivamente Bu, mentre quello buono viene risparmiato e va a vivere con Satan. Goku torna quindi a vivere con i suoi amici e dieci anni dopo si reca al nuovo torneo Tenkaichi. Lì affronta la reincarnazione di Bu, un ragazzo di nome Ub, e decide di allenarlo in modo che possa proteggere un giorno la Terra. |                                      |                                                   |